# 真・女神転生デビルチルドレン
真・女神転生 デビルチルドレン（しん・めがみてんせい デビルチルドレン）は、アトラスより発売されているRPGのシリーズ作品。『女神転生』シリーズの派生作品。略称は「デビチル」や「デビルチルドレン」。2011年7月13日には、GREEのアプリとしても配信されている。
翻案作品として、#テレビアニメ版、#漫画版、#トレーディングカードゲーム版がある。

## ゲームシステム
基本的なシステムは上述の通りに女神転生シリーズだが、白の書を除き二つのバージョンの同時発売で、主人公やパートナーの性能、合体システム、仲魔の入手経路が異なる。主軸となるストーリーも別バージョンと一部リンクするものの、違うストーリーを追うなどの独自のシステムもある。
他のシリーズと比べ悪魔（デビル）との交渉は分かりやすく、デビルデザインはかわいらしくアレンジされている。通信ケーブルを用いた仲魔の交換やバトルシステムもある。合体システムも踏襲しており、バージョンによって行える合体内容は異なるが、新たな仲魔の獲得や強化に利用できる。
仲魔にしたデビルは「デビライザー」と呼ばれる銃に入れ、これにより持ち運ぶことができる。ストーリーを進行させることで入手できるデビライザーのプロトタイプである「キングライザー」は、デビライザーに入れることのできないキングクラスのデビルを入れることができるが、色々な制約もある。デビライザーには6体、キングライザーには3体（ストーリーの進行で6体まで増える）のデビルを入れられるようになっている。小型パソコンである「ヴィネコン」を使用することで、仲魔のステータスや図鑑「デビダス」を参照できたり、ヴィネセンターや携帯端末の「デビホン」を介して仲魔の入れ替えや通信、対戦ができるようになる。1人用対戦（バトルネット）では、女神転生シリーズに登場するキャラクターと同名のキャラクターが存在する。
主人公となっているキャラクターは戦闘に直接せず、基本的に仲魔にしたデビルが戦いの中心となる。白の書まで、直接戦闘に参加できるデビルのパーティは敵味方互いに2体までとなっている（残りは控えの交代制で参加。光の書・闇の書以降は3体に増加）。
ソフトのバージョンごとに上記のようなストーリーのほか、最初に使えるデビルが異なったり、悪魔合体の仕様が異なる。最初に使えるデビルは、主人公の「パートナー」として扱われる。パートナーはストーリーが進行することでランクアップする（他のデビルでは特定の条件を満たす必要がある）ほか、パートナーごとにフィールド画面で使用できる能力が設定されている。また光の書・闇の書以降は条件によるランクアップの分岐も取り入れられた。

## シリーズ一覧
| 2000 | 黒の書・赤の書  |
| 2001 | 白の書          |
| 2002 | 光の書・闇の書  |
| 2003 | パズルdeコール! |
| 2003 | 炎の書・氷の書  |
| 2004 | メシアライザー  |

開発は『ラストバイブルシリーズ』を制作していたマルチメディア インテリジェンス トランスファーが担当しており、メシアライザーのみウィルが担当している。
- 真・女神転生 デビルチルドレン 黒の書・赤の書（ゲームボーイ、2000年11月17日）
  - 真・女神転生 デビルチルドレン 黒の書・赤の書（PlayStation、2002年3月28日）
- 真・女神転生 デビルチルドレン 白の書（ゲームボーイカラー、2001年7月27日）
- 真・女神転生 デビルチルドレン 光の書・闇の書（ゲームボーイアドバンス、2002年11月15日）
- 真・女神転生 デビルチルドレン パズルdeコール!（ゲームボーイアドバンス、2003年7月25日）
- 真・女神転生 デビルチルドレン 炎の書・氷の書（ゲームボーイアドバンス、2003年9月12日）
- 真・女神転生 デビルチルドレン メシアライザー（ゲームボーイアドバンス、2004年11月4日）

## テレビアニメ版
2回アニメ化されたが、「デビルチルドレン」の名をそのままタイトルに使用せず、何らかの形で略している。このことについて『真・女神転生デビチル』は、DVD-BOXに付属している「マカイの書第2章」の藤田伸三へのインタビューで、中部日本放送の方針や海外販売での関係があるため、デビルや魔界といった言葉を使用しないこととコメントをしているが、『真・女神転生Dチルドレン ライト&ダーク』は製作者のコメントがないために理由は不明。どちらも放送時はレンタルのみのVHSのみで、DVD化は実現していなかった。『真・女神転生デビチル』の方は一度DVD-BOX化の告知があった後に発売中止が発表されたが、2007年10月19日にたのみこむより再び商品化が発表された。第1話から第25話までを「DVD-BOX第1章」、第26話から第50話までを「DVD-BOX第2章」として、タキ・コーポレーションより2008年1月25日と同年5月30日に発売された。

### 真・女神転生デビチル
2000年10月7日から2001年9月29日までの全50回。中部日本放送（現・CBCテレビ）・TBSなど26局ネットで放送され、制作は東京ムービーが行なった。ゲーム『真・女神転生 デビルチルドレン 黒の書/赤の書』を原作としてはいるが、主要キャラクターや一部の設定が同じであることを除き、ほぼアニメオリジナルのストーリーになっている。元々は前番組「モンスターファーム 〜伝説への道〜」の打ち切りによる枠調整の為に2クール（全26話）の予定であったが、後番組にあたる『星のカービィ』の放送決定に加え幅広い年齢層に受け入れられたために4クール（全50話）に延長された。
2019年2月6日にデジタルリマスター化したBlu-ray Boxが発売された。
テレビ山口は、前番組『モンスターファーム〜伝説への道〜』までは金曜 16:24 - 16:54に遅れ放送していたが、同枠のスポンサー降板等の諸事情により、本番組から『美少女戦士セーラームーン（実写版）』の途中までしばらくネットから離脱することになる。
なお、製作が名古屋の中部日本放送であるためか、同局のラジオ（当時は部門）でレギュラー番組を持っているつボイノリオ（名古屋を代表するローカルタレントの一人）が声優として出演したことがある。また、『女神転生』シリーズの代表作の一つでもある『ペルソナシリーズ』のキャラクターデザイン担当でもある副島成記がゲストキャラクター原案として同作に参加。
同じメディアミックスの漫画版が重々しい戦争を描いていたのに対し、本作は勧善懲悪的な作風となっている。

#### ストーリー（アニメ1）
甲斐セツナは、家庭の事情によりひとり暮らしをするため、とある町へ引っ越してきた。しかし引越し早々、町には何故か石の雨が降り、住む予定であったアパートの部屋が大岩によって潰されてしまった。途方に暮れるセツナだったが、そこでマカイのデータを収集していた要広海と遭遇する。セツナは広海から、現実世界とは別にマカイという別世界が存在すること、そこで起きたことが現実世界に影響すること、セツナがマカイの支配を企む大魔王ルシファーと戦う運命にあるデビルチルドレンであることを教えられる。広海に連れられて到着した研究所で、セツナはもう一人のデビルチルドレン・要ミライと彼女のパートナー・ベールと会い、マカイへと向かう。
こうしてセツナとミライの、マカイの平和を守るための戦いが始まる。

#### 登場人物（アニメ1）
セツナ / 甲斐 セツナ（カイ セツナ）
声 - 森久保祥太郎
本作の主人公の一人。デビルチルドレンの一人。パートナーはクール。持ち物は「デビライザー」で、そこから仲魔を召喚（コール）して一緒に戦う。
正義感が強く、熱くなると突っ走って周りが見えなくなることが多い。しかし、いざというときは機転を利かしてミライたちを引っ張って行く面もある。クールとはよく喧嘩をしているが、強敵との戦いでは協力して立ち向かう。好きなものはサッカー。
叔母夫婦の許で暮らしていたが、叔母夫婦が仕事の都合で外国に引っ越すことになり、自身は叔母夫婦が用意してくれたアパートで1人暮らしを始めるはずだったが、マカイの影響により部屋が壊されてしまい、要家に下宿することになった。
ミライ / 要 ミライ（カナメ ミライ）
声 - ゆかな
本作の主人公の一人。デビルチルドレンの一人。パートナーはベール。「ヴィネコン」でセツナや仲魔のサポートをしたり、マカイへのゲートを開いたりする。ゲーム本編や漫画版とは違い「デビライザー」による召喚は行わず、サポートキャラとなっている。
女手のない要家の、家事全般を担当する。しっかり者で、何かと熱くなりがちなセツナやクールの制止役。パートナーのベールとは付き合いが長く、友達以上に仲が良い。
実はセツナのことが好きらしく、クラスメイトにセツナのことを言われたときは、顔を真っ赤にしてごまかそうとしていた。
クール
声 - 井上喜久子
誇り高きケルベロス族の生き残り。種族はマジュウ。火属性。セツナのパートナー。自分の出自に誇りを持っており、そのため何かと犬呼ばわりするセツナとはいつも喧嘩ばかりしている。しかし、セツナには、ルシファーの呪縛から解放してもらったことに感謝しており、いざという時には力を合わせて戦う。当初はプライドの高さからか協力するのを嫌っていたが、戦いを重ねるうちに成長し、やがて適確な指示を出すなど、仲魔たちのリーダー的存在になっていく。得意な魔法は火を吹き出す「アギ」、「マハラギ」、「ファイアーブレス」。
ベール
声 - 大沢千秋
グリフォン族。種族はマジュウ。木属性。ミライのパートナー。ミライの父親によって、地上界に遣わされた。尻尾にリボンをつけている。言葉遣いが片言で、同じことを繰り返して言うのが癖。少しの間だけなら、ミライを掴んで飛ぶこともできる。どんな敵にでも立ち向かっていくが、コウモリと水が苦手。特にコウモリは身動きできなくなってしまうほど。友達思いの性格で、友達が敵の魔力によって操られてしまった時は、必死に戦って元に戻そうとした。得意な魔法は風のバリアを張る「ラクカジャ」や風の刃で攻撃する「ソニックブーム」。
ジャックフロスト
声 - 氷上恭子
第2話から登場。種族はヨウマ。水属性。雪だるまのような外見で、「ヒーホー」と鳴く。ルシファーの魔力によって操られていたが、セツナたちの活躍により元に戻った。その後はセツナの仲魔となり、全編を通じて活躍を見せる。冷気やツララで攻撃する魔法が得意。火は苦手だが、第4話では自分の故郷であるフロスト族の村をルシファーに操られたヒッポウ（声 - 雪野五月）から守るために勇敢に立ち向かい、勝利を収める。その後はセツナたちと共に地上界へ戻るか村に残るのか戸惑ったため、セツナにわざと置き去りにされたことがある。同種族のプチフロストやイチゴフロスト（声 - 釘宮理恵、平野裕加里）達からは「兄貴」と呼称されている。
ザントマン
声 - 竹本英史
第3話より登場。種族はレイ。木属性。ナイトキャップをかぶり、魔法の砂が詰まった袋を手にした三日月顔のデビル。得意な魔法は相手を眠らせる「ドルミナー」や砂を操って攻撃する「ザン」、「マハザン」。
とけいウサギ
声 - 竹内順子
第5話に登場。種族はアクマ。月属性。ベストと蝶ネクタイの身形に、金色の懐中時計を下げてメガネをかけている。ベールと仲が良かったが、ルシファーに操られて人間世界の時を混乱させる。得意な魔法は地割れを起こす「マグナ」、「マハマグナ」。
メッチー
声 - 釘宮理恵
第7話より登場。種族はミュート。金属性。見た目はかわいいが、強力な電撃魔法を駆使して戦うなど、実力もある。ヴィネコンのバッテリーが切れて現実世界に戻れなくなったセツナたちだったが、その能力でヴィネコンを充電して使えるようにした。
悪いデビルではなかったが、クールのことが気に入って仲魔となり、ジャックフロストとともに中核メンバーとして活躍する。かなりの食いしん坊。
セキリュウ
声 - 大畑伸太郎
第11話より登場。種族はリュウ。火属性。未完成だったデビル合体マシンにより、セイギュウカイ（声 - 岩崎征実）とサラマンダー（声 - 小林由美子）の組み合わせによって生まれたデビル。赤い体のドラゴンで生まれた当時は眠っていたが、ルシファー直属の配下であり、それまで集まった仲魔たちが束になっても敵わなかったヘルを相手にした戦いの際に土壇場で目を覚ます。それ以降は仲魔の危機を察知して目を覚ますようになり、序盤の切り札的な存在だった。得意な魔法は「マハラギ」、「ファイアーブレス」。
パワー
声 - 高木渉
第23話より登場。種族はテンシ。日属性。デビル合体マシンにより、バンパイア（声 - つぼイノリオ）とシュラ（声 - 伊藤健太郎）の組み合わせによって生まれたデビル。一級品の剣術と強力な魔力をもって戦う。得意な魔法は「ジオンガ」、「ライトスピア」、「フレアライト」。
ガルガリン
第24話より登場。種族はテンシ。月属性。デビル合体マシンにより、クダギツネ（声 - 津村まこと）とザントマンの組み合わせによって生まれたデビル。見た目は脚部がキャタピラのロボットのようだが、空を飛ぶこともできる。得意な魔法は「ザンマ」。
アークエンゼル
第25話より登場。種族はテンシ。日属性。デビル合体マシンにより、ミズチ（声 - 那須めぐみ）ととけいウサギの組み合わせによって生まれたデビル。最強クラスの魔力から強力な魔法を繰り出す。得意な魔法は「ザンマ」、「ソニックブーム」。
スフィンクス
声 - 川田紳司
第29話より登場。種族はボス。日属性。容姿はゲームとは全く異なる。善デビル・プリンス（声 - 赤石広樹）の治める国の家臣として仕えていたが、悪デビル三人衆からマカイの平和を守るため、セツナたちと共に戦う決意をする。礼儀正しく冷静な性格で、何かと熱くなりがちなセツナやクールの制止役。得意な魔法は「フレアライト」、「ジオンガ」、「マハジオ」など。中盤からラストにかけての主戦力。
ヒロミ / 要 広海（カナメ ヒロミ）
声 - 亀山助清
ミライの祖父。自称、「天才的科学者にして偉大なる発明家」。ミライと共に行方不明の息子であるミライの父親（声 - 坂東尚樹）を捜している。
フェンリル
声 - 岩田光央
オネエ言葉を使う、大魔王ルシファーの手下の一人。種族はボス。土属性。
オオカミの姿をしており、セツナ達の行く先々に現れては邪魔をしてセツナ達を狙う。アバドン共々どこかコミカルな描写が目立つ。中盤でルシファーが封印されて以降はアバドンと共に悪デビル三人衆の部下として行動し、ルシファー復活を目論むも最後まで吹き飛ばされた。得意な魔法は地面を叩いて地割れや地震を起こす「マハマグナ」、「アースブレイク」や相手の攻撃魔法を弱める「タルンダ」。
アバドン
声 - 高木渉
「〜でござる」という喋り方が特徴の、大魔王ルシファーの手下の一人。種族はボス。水属性。
忍者の姿をしており、大体はフェンリルとコンビで出てきてセツナ達を狙うも毎回敗北し、最後までフェンリル共々悔しがりながら吹き飛ばされた。得意な魔法は手から放つ火炎の「アギラオ」や冷気の「マハブフ」。攻撃魔法を強化する「タルカジャ」。
ルシファー
声 - 置鮎龍太郎
種族はボス。月属性。マカイの支配を企む。善良なデビル達を操ってマカイを攻撃させて地上界を混乱させ、地上界での人間のマイナスエネルギーを集めている。マイナスエネルギーが、力の源となっている。
実は人間にデビゲノムを与え、セツナたちデビルチルドレンを生み出した張本人であった。セツナに自分に協力するよう諭すが、セツナはこれを拒否。最後はパワーアップしたクールとベールの攻撃を受けて倒れ、封印された。
ゼット / タカジョー・ゼット
声 - くまいもとこ
第38話から登場した謎の少年。不審な行動が多く敵か味方かも分からないが、何かとセツナ達を助けることが多いので、セツナはゼットを友達だと考えるようになる。使った魔法は「ジオ」、「さばきのいかずち」。
ゼブル
声 - 坂東尚樹
ゼットの本来の姿。強大な魔法を探させるために彼を作り出した。
デモゴルゴン
声 - 梁田清之
第27話より登場。種族はボス。月属性。大魔王ルシファーが封印された後、新たにマカイを支配しようと企む悪デビル三人衆の一人。筋骨隆々とした大柄な体格と古臭い口調をした荒々しい性格。単純に力まかせな戦略を得意としており、配下のデビルの作戦も荒削りで力にモノを言わせたやり方である。「一番多く領土を獲得した者が、マカイの支配者になれる」という契約のもと、残りのメンバーと領土をめぐって争う。
ビビサナ
声 - 高塚正也
第27話より登場。種族はボス。木属性。悪デビル三人衆の一人。オレンジを基調とした体と大きな翼が特徴的。誰に対しても慇懃無礼な知略家で、綿密な作戦による戦略を得意としている。効率よく確実にマカイを支配しようとする事を重視したり不遜な言動や態度を取り続けるため、デモゴルゴンやパイモンからは煙たがられている。配下のデビルもビビサナへの忠誠心が高いものが殆どである。
パイモン
声 - 長沢美樹
第27話より登場。種族はボス。金属性。悪デビル三人衆の一人で紅一点。自身が動こうとするとき以外は相方のラクダの背中に乗っている。紫を基調とし、三人衆の中では最も人間に近い体つきであり、王冠やマントが特徴的。ヒステリックかつ我儘な性格で気怠そうな若者言葉を多用している。派手な事や高価な物が大好きで、財力にものをいわせた戦略を得意としている。一方で、配下のデビルの力を上手く使っては一つの国や小さな町村を掌握しかけるような作戦を仕掛けるなど、ビビサナとは違った意味での策略家である。
『すてきな出逢い いい朝8時』（いい朝8時）でのクロスプログラム担当
演 - うつみ宮土理、渡辺正行（ - 2001年3月）、峰竜太（2001年4月 - ）
次番組『すてきな出逢い いい朝8時』（いい朝8時）のクロスプログラムを担う進行役。
2001年3月までは渡辺正行であったが、同年4月からは峰竜太に変更されている。

#### 用語
デビルチルドレン
体内にデビゲノムを持つ人間の総称。マカイへ行くことができる。
デビゲノム
デビルおよびデビルチルドレンの体内にある遺伝子。人間（デビルチルドレン）がマカイへのゲートをくぐるためには、構造の似たデビゲノムを持つデビルをパートナーとしなければならない。
デビル合体マシン
ミライの父がマカイで研究していた機械。ゲーム本編のものと異なりデビゲノムのみを掛け合わせるもので、合体元になったデビルは消滅しない。

#### スタッフ（アニメ1）
- 原作 - ATLUS
- 監督 - 竹内啓雄
- 助監督 - 小林哲也
- シリーズ構成 - 藤田伸三
- キャラクターデザイン - 田村しゅうへい
- 美術監督 - 坂本信人
- 色彩設計 - 加藤良高
- デジタル撮影監督 - 杉浦充
- デジタル編集 - 田熊純
- 音楽 - 吉俣良
- 録音監督 - 藤山房伸
- 音楽プロデューサー - 大川正義
- アニメーションプロデューサー - 加藤博
- プロデューサー - 加藤直次、山西太平、尾崎穏通
- アニメーション制作 - 東京ムービー
- アニメーション制作協力 - アクタス
- 製作・著作 - 中部日本放送、電通、トムス・エンタテインメント

#### 主題歌（アニメ1）
オープニングテーマ
「Go-Round」（第1話 - 第40話）
作詞 - 浜口祐夢 / 作曲・編曲 - Face 2 fAKE / 歌 - 伊藤奈央 in FIX / レーベル - ファーストスマイル・エンタテインメント
「LOVE SICK」（第41話 - 第50話）
作詞・作曲 - 現王園崇 / 編曲 - FAIRY FORE&MASAO AKASHI / 歌・演奏 - FAIRY FORE / レーベル - avex trax

エンディングテーマ
「天界のオーロラ〜AURORA HEALING〜」（第1話 - 第40話）
作詞 - SHU-ICHI / 作曲 - 忍 / 編曲 - PlatinA Forest&成田忍 / 歌 - PlatinA Forest / レーベル - ファーストスマイル・エンタテインメント
「I DOLL 〜アイドル〜」（第41話 - 第50話）
作詞・作曲 - 現王園崇 / 編曲 - FAIRY FORE&MASAO AKASHI / 歌・演奏 - FAIRY FORE / レーベル - avex trax
挿入歌
「KAZEの詩」(15話)
作詞 - 浜口祐夢 / 作曲・編曲 - Face 2 fAKE / 歌 - 伊藤奈央 in FIX / レーベル - ファーストスマイル・エンタテインメント
「メモリーズ」(22話)
作詞 - 林田なぎ / 作曲 - 宮島律子・榎本英彦 / 編曲 - 榎本英彦 / 歌 - 仲山拓実 with "R" / レーベル - ファーストスマイル・エンタテインメント
「きっと…」(25話)
作詞 - NAO / 作曲・編曲 - YOU-TA / 歌 - 伊藤奈央 in FIX / レーベル - ファーストスマイル・エンタテインメント

#### 各話リスト（アニメ1）
太文字は仲間になったデビル達
| 放送日         | 話数 | サブタイトル                                  | 脚本     | 絵コンテ          | 演出             | 作画監督   | 登場デビル                                                                     |
| -------------- | ---- | --------------------------------------------- | -------- | ----------------- | ---------------- | ---------- | ------------------------------------------------------------------------------ |
| 2000年 10月7日 | 1    | ケルベロス! 仲魔はとってもクールな奴!?        | 藤田伸三 | 竹内啓雄          | 鈴木吉男         | 志田ただし | クール ベール モコイ                                                           |
| 10月14日       | 2    | ジャックフロスト! 寒さにゃ強いが足下注意!?    | 藤田伸三 | 小林哲也          | 小林哲也         | 本田蕪里   | ジャックフロスト 他                                                            |
| 10月21日       | 3    | ザントマン! みんなに、いい夢お届けーー!?      | 志茂文彦 | 鎌仲史陽          | 鎌仲史陽         | 新田靖成   | サンドマン サンドドラゴン                                                      |
| 10月28日       | 4    | ヒッポウ! 雪の中で炎がポウ!?                  | 吉村清子 | 藤本義孝          | 藤本義孝         | 奥沢明裕   | ヒッポウ フロストキング プチフロスト イチゴフロスト                            |
| 11月4日        | 5    | とけいウサギ! 時間を気にしてうわの空!?        | 三浦浩児 | 立花源十郎        | 立花源十郎       | 夕澄慶英   | とけいウサギ                                                                   |
| 11月11日       | 6    | アーマン! 着ぐるみの中身はナイショよね!?      | 福嶋幸典 | うえだひでひと    | 大野和寿         | 志田ただし | アーマン                                                                       |
| 11月18日       | 7    | メッチー! ミズチ! 感電ち!                     | 三浦浩児 | 高柳滋仁          | 中山大輔         | 中山大輔   | ミズチ メッチー                                                                |
| 11月25日       | 8    | ニスロク! カリスマ料理でもうメロメロ!?        | 吉村清子 | 大野和寿 鈴木吉男 | 谷口則夫         | 本田蕪里   | ニスロク                                                                       |
| 12月2日        | 9    | かぞえヒツジ! お宝がピンチだメェ!!            | 志茂文彦 | 仲釜ショウ        | 仲釜ショウ       | 高乗陽子   | セイギュウカイ セイリュウ スザク ビャッコ ゲンブ かぞえヒツジ                  |
| 12月9日        | 10   | サラマンダー! 魔宮の秘密でさあ大変!?          | 藤田伸三 | 藤本義孝          | 藤本義孝         | 奥沢明裕   | サラマンダー ジャックランタン                                                  |
| 12月16日       | 11   | ヘル! 氷と炎のガチンコ勝負!!                  | 藤田伸三 | 立花源十郎        | 立花源十郎       | 夕澄慶英   | ヘル ノーム セキリュウ                                                         |
| 12月23日       | 12   | ネコマタ! 危ない危ない恋のワナ!?              | 福嶋幸典 | うえだひでひと    | 鈴木吉男         | 志田ただし | ネコマタ キジムナー                                                            |
| 12月30日       | 13   | バンパイア! おみゃぁの首筋キュートだがや!?    | 三浦浩児 | 石川敏浩          | 石川敏浩         | 堀川直哉   | バンパイア ヘルハウンド ハーピー                                               |
| 2001年 1月6日  | 14   | フランケン! デビゲノムって何なのさ!?          | 藤田伸三 | 鈴木吉男          | 谷口則夫         | 本田蕪里   | フランケン カマイタチ フェンリル アバドン                                      |
| 1月13日        | 15   | フロストエース! 憧れのヒーローだホー!?        | 吉村清子 | うえだひでひと    | 鎌仲史陽         | 柳瀬雄之   | フロストエース フロストクイーン シュラ                                         |
| 1月20日        | 16   | オーディン! クダギツネにはキツいネ!?          | 志茂文彦 | 藤本義孝          | 藤本義孝         | 奥沢明裕   | オーディン クダキツネ                                                          |
| 1月27日        | 17   | ドワーフ! 秘密兵器は止まらない!?              | 福嶋幸典 | 古賀勇作          | 粟井重紀         | 高乗陽子   | ドワーフ マンドレイク                                                          |
| 2月3日         | 18   | ペルソナ! 心変わりは誰のせい!？               | 藤田伸三 | 小林哲也          | 鈴木吉男         | 志田ただし | ペルソナ                                                                       |
| 2月10日        | 19   | ガネーシャ! 授業のジャマは許さんばい!?        | 志茂文彦 | うえだひでひと    | 石川敏浩         | 夕澄慶英   | ガネーシャ                                                                     |
| 2月17日        | 20   | ナイトメア! デビルいい子だ寝んねしな!?        | 三浦浩児 | 谷口則夫          | 谷口則夫         | 本田蕪里   | ナイトメア                                                                     |
| 2月24日        | 21   | ドッペルゲンガー! 俺はお前でお前は俺で!?      | 吉村清子 | 鎌仲史陽          | 鎌仲史陽         | 堀川直哉   | ドッペルゲンガー                                                               |
| 3月3日         | 22   | ヘル! 二度あることは三度ある!?                | 藤田伸三 | 藤本義孝          | 藤本義孝         | 奥沢明裕   | ヘル                                                                           |
| 3月10日        | 23   | パワー! やっと完全、合体デビル!!              | 福嶋幸典 | 粟井重紀          | 粟井重紀         | 柳瀬雄之   | パワー アゼル ベリアル ゾウリムシ                                              |
| 3月17日        | 24   | フェンリル、アバドン! 地上界で大騒ぎ!!        | 三浦浩児 | 立花源十郎        | 立花源十郎       | 夕澄慶英   | フェンリル アバドン ガルガリン                                                 |
| 3月24日        | 25   | アゼルとベリアル! マカイ最強タッグチーム!!    | 志茂文彦 | 小林哲也          | 櫻井新一         | 華房泰堂   | アゼル ベリアル アークエンゼル                                                 |
| 3月31日        | 26   | セツナとミライ! 新たなる出発（たびだち）!!    | 藤田伸三 | 竹内啓雄          | 鈴木吉男         | 志田ただし | 大魔王ルシファー                                                               |
| 4月14日        | 27   | クロークルワッハ! マカイはすべてボスのもの!？ | 藤田伸三 | わたなべしんいち  | 石川敏浩         | 高乗陽子   | クロークルワッハ タタリモッケ                                                  |
| 4月21日        | 28   | ヴリトラ! 行方不明注意報発令中!？             | 藤田伸三 | 小林哲也          | 小林哲也         | 高木信一郎 | ヴリトラ                                                                       |
| 4月28日        | 29   | スフィンクス! 気持ちは誰にも動かせない!!      | 藤田伸三 | 鎌仲史陽          | 鎌仲史陽         | 堀川直哉   | スフィンクス プリンス ダッキ                                                   |
| 5月5日         | 30   | ニーズホック! 腹がへっては戦はできぬ!？       | 福嶋幸典 | 鈴木吉男          | 鈴木吉男         | 高山光     | ピクシー ニーズホック                                                          |
| 5月12日        | 31   | ネコショウグン! ケンカはいつも両成敗にゃ!？   | 三浦浩児 | 沙賀諒            | 園田雅裕         | 夕澄慶英   | ネコショウグン コマイヌ ヤマタノオロチ                                         |
| 5月19日        | 32   | アガシオン! そのツボ開けると出てくるよ!？     | 吉村清子 | 小川浩司          | 松本まさゆき     | 桜井木の実 | アガシオン ファフニール ノーム                                                 |
| 5月26日        | 33   | ヘカトンケイル! 結婚願望大爆発!!!             | 志茂文彦 | 石川敏浩          | 石川敏浩         | 堀川直哉   | ヘカトンケイル やまんば                                                        |
| 6月2日         | 34   | マモン! インチキ占いはもうかりまっか!?        | 志茂文彦 | ワタナベシンイチ  | 園田雅裕         | 華房泰堂   | イシス マモン                                                                  |
| 6月9日         | 35   | ピフリュス! 実験成功グヒヒヒ……!?              | 三浦浩児 | 小川浩司          | まつもとまさゆき | 桜井木の実 | ピフリュス ヘアリージャック ゴーレム                                           |
| 6月16日        | 36   | アンクー! はりきり暴走大迷惑!?                | 志茂文彦 | 畠山茂樹          | 畠山茂樹         | 華房泰堂   | アンクー ギンキツネ ハクリュウ                                                 |
| 6月23日        | 37   | バステト! 恋しちゃったのよ!!                  | 福嶋幸典 | ワタナベシンイチ  | 鎌仲史陽         | 夕澄慶英   | バステト ヤタカラス フェンリル アバドン                                        |
| 6月30日        | 38   | インドラ! 謎の少年・ゼット登場!!              | 藤田伸三 | 菊池一仁          | 藤本義孝         | 桜井木の実 | インドラ                                                                       |
| 7月7日         | 39   | ホルス! 偉大なる太陽と月の支配者!!            | 藤田伸三 | 立花源十郎        | 園田雅裕         | 堀川直哉   | ホルス アヌビス ケットシー                                                     |
| 7月14日        | 40   | ビビサナ! 憎しみと裏切りの果てに!!            | 藤田伸三 | ワタナベシンイチ  | 櫻井新一         | 華房泰堂   | デモゴルゴン パイモン ビビサナ                                                 |
| 7月21日        | 41   | フレスベルク! アップアップ、スピードUP!!      | 三浦浩児 | 藤本義孝          | 藤本義孝         | 桜井木の実 | スィームルク フレスベルク シーサー                                             |
| 7月28日        | 42   | イフリート! その日の運勢気持ち次第!?          | 吉村清子 | 竹内啓雄          | 新田義方         | 竹内昭     | イフリート ワイラ                                                              |
| 8月4日         | 43   | キリン! 勇気の心立ち上がれ!!                  | 福嶋幸典 | 沙賀諒            | 石川敏浩         | 猪口亮     | キリン ペカサス アンドロイド                                                   |
| 8月11日        | 44   | デーバオー! マカイ最強トーナメント!!          | 志茂文彦 | 菊池一仁          | まつもとまさゆき | 桜井木の実 | デーバオー デーバ 他                                                           |
| 8月18日        | 45   | ヴァジェット! それでもオレは信じてる!!        | 藤田伸三 | 鎌仲史陽 沙賀諒   | 園田雅裕         | 夕澄慶英   | ヴァジェット エクスシア                                                        |
| 8月25日        | 46   | ドミニオン! 悪いデビルはダレだ!?              | 藤田伸三 | 小林哲也          | 小林哲也         | 南伸一郎   | まくらかえし ドミニオン バシリクス                                             |
| 9月1日         | 47   | フェンリル、アバドン軍団 マカイ制圧一歩前!?   | 藤田伸三 | 藤本義孝          | 藤本義孝         | 桜井木の実 | スチュパリデス アルケニー ミイラ ショック フェンリル アバドン 大魔王ルシファー |
| 9月15日        | 48   | ルシファー! 星降るマカイで笑うヤツ!!          | 藤田伸三 | ワタナベシンイチ  | 新田義方         | 竹内昭     | マンティコア ヴェータラ ネクベト 大魔王ルシファー                              |
| 9月22日        | 49   | ゼブル! 砕け散る友情!!                        | 藤田伸三 | 小林哲也          | 鎌仲史陽         | 華房泰堂   | デモゴルゴン パイモン 大魔王ルシファー ゼブル                                  |
| 9月29日        | 50   | セツナとゼット! 過ぎ去りし日々と明日へ!!      | 藤田伸三 | わたなべしんいち  | わたなべしんいち | 桜井木の実 | 大魔王ルシファー ゼブル                                                        |

#### 放送局（アニメ1）
| 放送地域                                              | 放送局             | 放送日時           | 備考                 |
| ----------------------------------------------------- | ------------------ | ------------------ | -------------------- |
| 中京広域圏                                            | 中部日本放送       | 土曜 7:30 - 8:00   | 製作局 現・CBCテレビ |
| 北海道                                                | 北海道放送         | 土曜 7:30 - 8:00   |                      |
| 青森県                                                | 青森テレビ         | 土曜 7:30 - 8:00   |                      |
| 岩手県                                                | IBC岩手放送        | 土曜 7:30 - 8:00   |                      |
| 宮城県                                                | 東北放送           | 土曜 7:30 - 8:00   |                      |
| 山形県                                                | テレビユー山形     | 土曜 7:30 - 8:00   |                      |
| 福島県                                                | テレビユー福島     | 土曜 7:30 - 8:00   |                      |
| 関東広域圏                                            | 東京放送           | 土曜 7:30 - 8:00   | 現・TBSテレビ        |
| 新潟県                                                | 新潟放送           | 土曜 7:30 - 8:00   |                      |
| 長野県                                                | 信越放送           | 土曜 7:30 - 8:00   |                      |
| 山梨県                                                | テレビ山梨         | 土曜 7:30 - 8:00   |                      |
| 静岡県                                                | 静岡放送           | 土曜 7:30 - 8:00   |                      |
| 富山県                                                | チューリップテレビ | 土曜 7:30 - 8:00   |                      |
| 石川県                                                | 北陸放送           | 土曜 7:30 - 8:00   |                      |
| 近畿広域圏                                            | 毎日放送           | 土曜 7:30 - 8:00   |                      |
| 鳥取県・島根県                                        | 山陰放送           | 土曜 7:30 - 8:00   |                      |
| 岡山県・香川県                                        | 山陽放送           | 土曜 7:30 - 8:00   | 現・RSK山陽放送      |
| 広島県                                                | 中国放送           | 土曜 7:30 - 8:00   |                      |
| 愛媛県                                                | あいテレビ         | 土曜 7:30 - 8:00   |                      |
| 福岡県                                                | RKB毎日放送        | 土曜 7:30 - 8:00   |                      |
| 長崎県                                                | 長崎放送           | 土曜 7:30 - 8:00   |                      |
| 熊本県                                                | 熊本放送           | 土曜 7:30 - 8:00   |                      |
| 大分県                                                | 大分放送           | 土曜 7:30 - 8:00   |                      |
| 宮崎県                                                | 宮崎放送           | 土曜 7:30 - 8:00   |                      |
| 鹿児島県                                              | 南日本放送         | 土曜 7:30 - 8:00   |                      |
| 沖縄県                                                | 琉球放送           | 土曜 7:30 - 8:00   |                      |
| 高知県                                                | テレビ高知         | 水曜 16:30 - 17:00 |                      |
| 放送局・放送日時の出典は2001年7月中旬 - 8月上旬時点。 |                    |                    |                      |

### 真・女神転生Dチルドレン ライト&ダーク
2002年10月5日から2003年9月27日までの全52回。毎週土曜日の午前9時からテレビ東京系で放送された。当初は制作はアクタスが行っていたが制作上の都合やスポンサーの意向で第27話からはスタジオコメットが担当することになり、監督など一部スタッフが変わっている。『真・女神転生 デビルチルドレン 光の書/闇の書』が原作。
ラスト3話は『炎の書/氷の書』のアニメ化となったが、未完のまま終了した。
VHS版がリリースされたが、現在は全巻廃盤となっており、2022年以降現在、DVD版・Blu-ray版はリリースされていない。
本作終了後、後番組としては東宝制作の特撮番組「超星神シリーズ」が放送され、テレビ東京土曜朝9時前半におけるアニメ番組枠は2006年7月1日開始の『おとぎ銃士 赤ずきん』まで中断となった。

#### ストーリー（アニメ2）
ジン、アキラ、レナの三人は図書室の整理をしていたところ、「悪魔大全」という本を発見する。興味本位でその本に書いてある呪文を唱えると、地上の時間が止まり、ジン達はヴァルハラという世界に飛ばされてしまった。そこでジンとアキラは、デビルチルドレンとしての力に目覚める。
帝国軍の支配するヴァルハラから平和を取り戻し、元の世界に戻るため、ジンたちは時の巫女であるアミと共にバラバラになった時の鎖のかけらを探し、ヴァルハラでの冒険を始めるのだった。

#### 登場人物（アニメ2）
ジン
声 - 進藤一宏
本作の主人公の一人。デビルチルドレンの一人。パートナーはランド。活発で元気で行動派な性格だが、そのせいでトラブルメーカーになってしまうことがよくある。「逃げない、投げない、あきらめない！思い込んだら一直線！」がポリシー。アキラ、レナとは幼なじみである。左利きである。
アキラ
声 - 宮野真守
本作の主人公の一人。デビルチルドレンの一人。パートナーはゲイル。性格はクールかつ知的で正義感が強い。いつも冷静な判断をする。
レナ
声 - 宍戸留美、鮭延未可（回想）
ジンやアキラとは幼稚園からの幼馴染の少女。活発で気が強い性格の持ち主で、「ヴィネコン」でジンたちをサポートする。
アミ / 橿原 亜美（カシハラ アミ）
声 - 笠原弘子
時の塔に仕える巫女。荒廃してしまったヴァルハラに平和を取り戻そうと決意し、時の鍵と時の鎖を使って平和だった頃のヴァルハラを取り戻そうとしている。物静かでおっとりした性格。戦いで平和を実現することに疑問を持っている。
ランド
声 - 水島裕
ジンのパートナー。「ソルレオン」という種族のデビル。得意な魔法は「ライトハウリング」など。
ゲイル
声 - 土田大
アキラのパートナー。「ヘイロン」という種族のデビル。
ネメア
声 - 鈴木真仁
炎の守り神がジン達に託したデビル。鳴き声は「ネー」。
アズラエル
声 - 楠大典
ヴァルハラを治める皇帝。アミとは、実の兄妹のように育った。アミの問いかけで改心しようとしたところ、レミエルの裏切りにより時の狭間へと落とされてしまう。
クドラク
声 - 岩田光央
帝国軍のデビル。アズラエルに仕えていたがアミに非情になりきれないアズラエルに見切りをつけ、レミエルに仕える。完成した時の鎖をジン達から奪い取り、ヴァルハラの支配者になろうとするがレミエルに気付かれ始末される。
ランダ
声 - 横山智佐
別名「怪盗ランダ」。旅の先々でジン達と出会い、その度にジン達を利用してお宝を手に入れようとする。嘘を吐くのが得意。アキラに好意を持っていて、そのことでスクルドと衝突したこともある。
スクルド
声 - かないみか
時の女神三姉妹の末女。姉達と共に時の魔法を使った際、姉達が時の狭間に吸い込まれてしまう。その原因がデビルチルドレンにあると吹き込まれ、最初は一行に敵意を持っていたがアキラの態度に心を打たれ彼の仲魔となる。アキラに好意を持っている。時の女神だけあって戦闘能力は仲魔達の中でも高く、仲魔達のリーダー的存在。
ウルド
声 - 中尾友紀
時の女神三姉妹の長女。時の魔法を使った際に時の狭間に吸い込まれてしまう。
ベルザンディ
声 - 野口未央
時の女神三姉妹の次女。時の魔法を使った際に時の狭間に吸い込まれてしまう。
レッドキャップ
声 - 長島雄一
アミやアズラエルの教育係だったデビル。アミからは「レッドキャップ先生」と呼ばれている。博識で彼の知識は何度もジン達を助けている。
イシトク
声 - 小林晃子
ジン達が旅の途中で何度も出会うデビル。語尾に「〜トク」とつけて話す。後にジンの最初の仲魔となる。ゲーム版とは顔のデザインが大きく異なる。
シュン
声 - 堀田勝
帝国軍と戦うヴァルハラ解放軍の一員で、デビルチルドレン。強気な性格でジンと衝突することもあったが、ヴァルハラの平和を思う気持ちは人一倍強い。
バロン
シュンのパートナーであるデビル。
ジュディ
声 - 並木のり子
シュンと同じくヴァルハラ解放軍の一員。ヴィネコンの操作を担当する。
レミエル
声 - 津田英佑
弟・アズラエルに代わり帝国軍皇帝となったデビル。「帝国軍の破壊王」の異名を持つ。
冷酷非情な暴君で、力こそが全てという考えの持ち主だが、コミカルな描写も多い。

#### スタッフ（アニメ2）
- 原作 - ATLUS
- 監督 - 小林哲也（第1話 - 第26話）、三沢伸（第27話 - 第52話）
- シリーズ構成 - 藤田伸三
- キャラクターデザイン - 志田ただし、林千博（第27話 - 第52話）
- 総作画監督（第27話 - 第52話） - 志田ただし
- デザインワークス（第27話 - 第52話） - 林千博、荻原直樹
- 美術監督 - 坂本信人
- 色彩設計 - 浅井聡子（第1話 - 第26話）、原田幸子（第16話 - 第26話）、石黒文子（第27話 - 第52話）
- 撮影監督 - 樋口哲治（第1話 - 第26話）、鎌田克明（第27話 - 第52話）
- 編集 - 田熊純（第1話 - 第26話）、小島俊彦（第27話 - 第52話）
- 音楽 - スパイスボーイズ
- 録音監督 - 三ツ矢雄二
- 音響監督 - 児玉隆
- ラインプロデューサー - 加藤博（第1話 - 第26話）、茂垣弘道（第27話 - 第52話）
- プロデューサー - 笹村武史、笹田直樹
- アニメーション制作 - アクタス（第1話 - 第26話）、スタジオコメット（第27話 - 第52話）
- 製作 - テレビ東京、NAS

#### 主題歌（アニメ2）
レーベルは全てコロムビアミュージックエンタテインメント。
オープニングテーマ
「ライト&ダーク〜時を救え!」（第1話 - 第28話）
作詞 - さいとういんこ / 作曲・編曲 - MASAKI / 歌 - マサキオサム
「ボーイズ・アンド・ガールス!」（第29話 - 第52話）
歌・作詞・作曲 - 高取ヒデアキ / 編曲 - 籠島裕昌

エンディングテーマ
「ハッピーライフ」（第1話 - 第28話）
作詞・作曲 - 工藤重基 / 編曲 - 工藤重基、清水武仁 / 歌 - Little Voice
「Birthday Smile」（第29話 - 第52話）
作詞・作曲・編曲 - 田辺智沙 / 歌 - 堀江美都子

#### 各話リスト（アニメ2）
| 放送日         | 話数 | サブタイトル                    | 脚本     | 絵コンテ          | 演出           | 作画監督                          |
| -------------- | ---- | ------------------------------- | -------- | ----------------- | -------------- | --------------------------------- |
| 2002年 10月5日 | 1    | ヴァルハラ                      | 藤田伸三 | 小林哲也          | 小林哲也       | 志田ただし                        |
| 10月12日       | 2    | 時の鎖                          | 藤田伸三 | 箕ノ口克巳        | 上條修         | 金斗裕 鄭明燮                     |
| 10月19日       | 3    | バルバトスの要塞                | 志茂文彦 | おゆなむ          | おゆなむ       | 崔勲哲                            |
| 10月26日       | 4    | ハボリムの陰謀                  | 玉井☆豪  | 山田雄三          | 山田雄三       | 崔宇植 田種民                     |
| 11月2日        | 5    | 海をつらぬけ!                   | 稲荷昭彦 | いわもとやすお    | いわもとやすお | 華房泰堂                          |
| 11月9日        | 6    | いやしのデビル                  | 武上純希 | 東海林真一        | 谷田部勝義     | 志田ただし                        |
| 11月16日       | 7    | はじめての仲魔                  | 志茂文彦 | いまざきいつき    | いまざきいつき | いまざきいつき                    |
| 11月23日       | 8    | 炎の守り神                      | 藤田伸三 | 福島リキ          | おゆなむ       | 崔勲哲                            |
| 11月30日       | 9    | 女怪盗ランダ参上                | 玉井☆豪  | 箕ノ口克巳        | 粟井重紀       | 鄭明燮 金斗裕                     |
| 12月7日        | 10   | たぶん三人目                    | 稲荷昭彦 | 山田雄三          | 山田雄三       | 華房泰堂                          |
| 12月14日       | 11   | 蘇れ!父と子の絆                 | 武上純希 | 谷田部勝義        | 岡崎幸男       | 崔慶碩 田種民                     |
| 12月21日       | 12   | フロールの村                    | 藤田伸三 | 古川順康          | おゆなむ       | 崔勲哲                            |
| 12月28日       | 13   | シュンと解放軍                  | 藤田伸三 | 香川豊            | 粟井重紀       | 志田ただし                        |
| 2003年 1月4日  | 14   | ランダふたたび!                 | 玉井☆豪  | 菊池一仁          | 山田雄三       | 鄭明燮 金斗裕                     |
| 1月11日        | 15   | 亜美のひみつ                    | 志茂文彦 | ワタナベシンイチ  | 白石道太       | 華房泰堂                          |
| 1月18日        | 16   | 時の女神スクルド                | 武上純希 | 高瀬節夫          | 高瀬節夫       | 福島豊明                          |
| 1月25日        | 17   | とんでる!?                      | 稲荷昭彦 | 香川豊            | おゆなむ       | 崔勲哲                            |
| 2月1日         | 18   | シュンとの再会                  | 藤田伸三 | 岡嶋国敏          | 岡嶋国敏       | 亀田義明                          |
| 2月8日         | 19   | ビフロンスのわな                | 志茂文彦 | 福島一三          | 飯村正之       | 金沢比呂司                        |
| 2月15日        | 20   | 急げ!友のために                 | 武上純希 | 菊池一仁          | 山田雄三       | 上條修                            |
| 2月22日        | 21   | ハーミットの手品師              | 玉井☆豪  | しまずあきとし    | 木村寛         | 飯飼一幸                          |
| 3月1日         | 22   | 過去から来たアテナ              | 稲荷昭彦 | 小林哲也          | 小林哲也       | 志田ただし                        |
| 3月8日         | 23   | 伝説を知る者                    | 吉村清子 | 岡嶋国敏          | 岡嶋国敏       | 亀田義明                          |
| 3月15日        | 24   | パズルの城                      | 武上純希 | 菊池一仁          | おゆなむ       | 崔勲哲                            |
| 3月22日        | 25   | クロトのさいごの授業            | 志茂文彦 | 江上潔            | おゆなむ       | 華房泰堂                          |
| 3月29日        | 26   | 怪盗VS女神?!                    | 玉井☆豪  | 寺東克己          | 安城☆伍郎      | 福島豊明                          |
| 4月5日         | 27   | 浮遊要塞                        | 吉村清子 | 森脇真琴          | 飯村正之       | 一川孝久                          |
| 4月12日        | 28   | 決戦!皇帝アズラエル             | 藤田伸三 | 石踊宏            | 石踊宏         | 松本勝次                          |
| 4月19日        | 29   | 新たなる旅立ち                  | 藤田伸三 | 湖山禎崇          | 湖山禎崇       | 興村忠美                          |
| 4月26日        | 30   | トールの友情                    | 吉村清子 | 福冨博            | 福冨博         | 工藤柾輝                          |
| 5月3日         | 31   | アレスJRとの再会                | 武上純希 | 多田俊介          | 多田俊介       | 入江健司                          |
| 5月10日        | 32   | 大怪盗ランダ様!                 | 玉井☆豪  | 松浦錠平          | 松浦錠平       | 一川孝久                          |
| 5月17日        | 33   | 対決!ジンVSアキラ               | 稲荷昭彦 | 石踊宏            | 石踊宏         | 松本勝次                          |
| 5月24日        | 34   | ミッション地下へ!               | 志茂文彦 | 湖山禎崇          | 飯村正之       | 興村忠美                          |
| 5月31日        | 35   | デビル合体!                     | 藤田伸三 | 福冨博            | 福冨博         | 工藤柾輝                          |
| 6月7日         | 36   | クロセルの城                    | 吉村清子 | 多田俊介          | 多田俊介       | 入江健司                          |
| 6月14日        | 37   | カンペキな名案あります          | 志茂文彦 | 松浦錠平          | 松浦錠平       | 一川孝久                          |
| 6月21日        | 38   | 夏だ!海だ!水上戦                | 稲荷昭彦 | 石踊宏            | 石踊宏         | 松本勝次                          |
| 6月28日        | 39   | 地上へ…?                        | 武上純希 | 伊藤秀樹          | 飯村正之       | 興村忠美                          |
| 7月5日         | 40   | ナオミのセレナーデ              | 藤田伸三 | 福冨博            | 福冨博         | 工藤柾輝                          |
| 7月12日        | 41   | タマゴパニック?                 | 吉村清子 | 嵩城遡葉          | 飯村正之       | 青野厚司                          |
| 7月19日        | 42   | ラファエルの決断                | 玉井☆豪  | 多田俊介          | 多田俊介       | 入江健司                          |
| 7月26日        | 43   | 孤高の軍団長!オセ               | 志茂文彦 | 石踊宏 大久保政雄 | 石踊宏         | 松本勝次                          |
| 8月2日         | 44   | C(カード)で砂漠を乗りきれ!      | 稲荷昭彦 | 松浦錠平          | 松浦錠平       | 一川孝久                          |
| 8月9日         | 45   | めざめよ!アースエレメント       | 武上純希 | 福冨博            | 福冨博         | 興村忠美                          |
| 8月16日        | 46   | 光と闇のわな                    | 吉村清子 | 伊藤秀樹          | 伊藤秀樹       | 工藤柾輝                          |
| 8月23日        | 47   | 秘境!ヒュドラの沼               | 玉井☆豪  | 山本裕介          | 飯村正之       | 青野厚司                          |
| 8月30日        | 48   | 破壊王レミエルの城へ!           | 志茂文彦 | 石踊宏 大久保政雄 | 石踊宏         | 松本勝次                          |
| 9月6日         | 49   | 始動!時の塔                     | 吉村清子 | 多田俊介          | 多田俊介       | 入江健司                          |
| 9月13日        | 50   | 光の御子闇の貴公子              | 藤田伸三 | 松浦錠平          | 松浦錠平       | 一川孝久                          |
| 9月20日        | 51   | 天使エノク                      | 藤田伸三 | 伊藤秀樹          | 伊藤秀樹       | 工藤柾輝 伊藤秀樹 南郷通 石山広明 |
| 9月27日        | 52   | にげない!なげない!あきらめない! | 藤田伸三 | 三沢伸            | 湖山禎崇       | 志田ただし                        |

| 中部日本放送制作・TBS系列 土曜7:30 - 8:00 | 中部日本放送制作・TBS系列 土曜7:30 - 8:00                  | 中部日本放送制作・TBS系列 土曜7:30 - 8:00 |
| 前番組                                    | 番組名                                                     | 次番組                                    |
| ----------------------------------------- | ---------------------------------------------------------- | ----------------------------------------- |
| モンスターファーム 〜伝説への道〜         | 真・女神転生デビチル                                       | 星のカービィ                              |
| テレビ東京系列 土曜9:00 - 9:30枠          |                                                            |                                           |
| フォルツァ!ひでまる                       | 真・女神転生Dチルドレン ライト&ダーク （本作までアニメ枠） | 超星神グランセイザー                      |

## 漫画版

### 真・女神転生 デビルチルドレン
『コミックボンボン』（講談社）において、藤異秀明が漫画化。2000年8月号から2002年9月号まで連載された。単行本全5巻。『黒の書』『白の書』をベースに、ストーリーは『黒の書』に沿った形で構成されているが、ゲーム版の枠にとらわれない漫画版としての独自の内容を多く含む。基本的には刹那からの視点で、時折未来からの視点を挟んで物語が進行する。
2013年5月より全3巻にまとめられた新装版が順次刊行。第3巻には描き下ろし作品を収録している。

#### 登場人物（漫画1）
甲斐 刹那（カイ セツナ）
ハラジュクに住む少年。小学校では剣道部に所属。父親は物心付く前にいなくなっており、母・蕾は幼少時に病死。現在はマンションで叔母と2人暮らし。その叔母も仕事の都合上家に居ないことが多い為、基本的に家では一人で過ごしている。父親の形見として母から虹色のツノを貰い、ネックレスとして身に着けている。
幼い頃から、未来や周囲とのケンカが絶えなかったためか、生意気な性格であるが、強くなりたいという思いは人一倍強い。魔界での戦いを通じて、大きく成長していき、生意気な面も鳴りを潜める。戦闘では相手の剣や剣状に変化したノルンの鍵を使っての剣戟も行う。サンドランドに住むスカサハたちの助けで魂が実体化した状態では、念力や手からの衝撃波といった魔法を使えるようになっていた。
アイスランド編以降は、フェンリルの反乱軍に所属。未来に化けたドッペルゲンガーとの戦いで右腕を失ってからは、精巧な義手（生身の腕）を移植された。
最終決戦で父・ルシファーの救出にも成功し、さらにノルンの鍵の影響によって未来たち共々覚醒（その際、未来と共に額に五芒星のマークが浮かび上がっていた）。戦い終えた後、未来たちと共に人間界に帰還。エピローグでは、中学生になっている。
仲魔はクールとアスモデウス（エレジーから借り受けている状態）。アイスランドではダスト、マーブルランドではサラマンダー・ミズチ・ザントマンを仲魔としているが、クールとアスモデウス以外の仲魔は戦死した。
要 未来（カナメ ミライ）
ハラジュクに住む少女で、刹那の幼馴染の一人。小学校では刹那と同じく剣道部に所属。幼い頃、母親からデビルチルドレンであることを知らされ、刹那を守るように言われていた。母親は未来が幼少時に、魔界の刺客と思われる何者かによって起こされた火事によって死亡している。年齢に反し、非常にスタイルが良い。
刹那とは似た者同士であるが、幼い頃から自身の使命を理解して育った為、刹那よりも強い。刹那とはケンカが絶えないものの誰よりも刹那を気にかけている。
刹那より後に魔界に行きアイスランドで合流したが、ヘルとの戦いで引き離される破目になる。しかし、右手・胸部複雑骨折と全身打撲や内臓破裂の上、意識不明の重体となった所をベール共々ゼットに救出されていた。その後はフォレストランドで仲魔探しをしている最中にナガヒサと出会い、共に行動する。そうする中でナガヒサに魅了され、正常な判断力や記憶、使命を失うが、刹那との再会によって、それらを取り戻す。その後はエレジーたちと争うゼットを刹那と共に説得した。
仲魔はベール、ナハトコボルト、クイックシルバー。アイスランドではネコマタも仲魔になっていた。
高城 ゼット（タカジョウ ゼット） / ゼブル
ハラジュクに住む少年で、刹那の幼馴染の一人。気弱な性格で外見も少女的であり、刹那や未来の背に隠れていることが多かったらしい。魔界に来てからはヘル戦にて谷底に消えた未来とベールを密かに救出していた。正体は「ゼブル」というデビルであるが、刹那や未来と関わった事により人間としての感情に目覚め、2人に好意を持ち最終的に世界を救う事を決める。
原作とは大幅に異なり、「ゼブルが人間の姿に化けていた」というよりも「人間の姿で眠りについていたゼブルが次第に目覚めていった」と言った方が適切であり、幼少の頃は一切の異能を持たず、小学校初期の頃にゼブルの異能に目覚めた様子。また、デビルの時は「深淵魔王（しんえんまおう-）ゼブル」となり、口調等がラフな感じになる。ゼブルの外見は『黒・赤の書』と違い人間寄りのスタイルをしている。弟達は未登場。ホシガミによって世界を見守る役目を与えられた存在で、高城ゼットの姿もなるべく不干渉で世界を監視するためのものであった様子。
いかなる勢力にも組するつもりがなく、アゼル、ルシファー、魔王軍、反乱軍とあらゆる勢力の前に現れ、翻弄する、気分屋な性格である。ファイヤーランドでナガヒサと交戦後、刹那と未来の説得を受けた直後にアゼルが遣わした一般兵のトウコツたちが放った光輪により両断される。死亡したかに見えたが、アゼルの攻撃にさらされた折にその真の姿を現した。
「ディープホール」という一種の閉鎖空間を作ることができる。そこは、原作と異なり迷宮も罪人もいない無限の闇となっている。本編ではディープホールを発生させたために、ファイアーランドが消滅している。他にも飛行に用いる光の羽や漆黒の槍・「ダークスピア」、光の槍を生成したり、他者を鬼火状に変化させて胴体に生成した小さな球体に取り込んだり、口から相手を吸収する能力（こちらは彼曰く「小食」との理由から滅多に使わない）を持つ。戦闘時は手から放つ光線やエネルギー弾を駆使し、ダークスピアによる連続突き・「ダークスピアラッシュ」を得意技とする。
エピローグでは人間界に戻り、刹那たちと同じ中学校に通っている。
エレジー
アゼルの一人娘で、現魔王の王女。そのため、刹那とは従姉妹の関係になる。幼少の頃に、その力を恐れたアゼルの刺客によって暗殺されかけ、その後は追っ手から逃れて各地を放浪していた。また、その一件以前にアゼルの元を訪れた絶斗と出会っている。極度のプレッシャーやストレスを感じると、二の腕を掻くクセがある（本人曰く「血が痒い」との事）。
マーブルランドでデーバ族に雇われてビビサナを暗殺した時、そこで刹那と出会う。刹那と戦い、捕らえられた後は王女という身分を利用されてラセツ族の総大将、そして魔王反乱軍の名代にされる。自身も魔術を使え、火の魔法をよく使う他、膂力も優れている。
強大な力を秘めており、魚の尾を持った可愛らしい顔つきの竜の如き分身体を複数発生させて攻撃や味方の回復を行うことも可能（分身体はそれぞれ攻撃用が「きらい」、回復用が「すき」と言う）。暴走した際にはその力でデーバ族とシュラ族を滅ぼした。昔、その力でアゼルを殺しかけたこともある様子。
原作とは異なり、未来とではなく刹那と関わっていく。性格も当初は粗暴なもので、刹那達と打ち解けるまでは全てを憎み、嘲笑していた。マーブルランドでの戦いで刹那達と打ち解けた後は憎悪が薄れ、ワガママでお転婆な面が目立つようになる。最終決戦においては、アゼルと向き合う決意と刹那の無事を願う気持ちから断髪し、その髪を刹那のお守りとした。ゼブルから「アゼルがエレジーを捨てた本当の理由はエレジーといることで自身の善が目覚めてしまうことを避けるため」であったことが明かされ、自分が呪われた子ではないことを知った。アゼルとの愛憎入り混じった戦いに勝利するが、愛憎から涙をこぼす。エピローグでは人間界に来ており、刹那たちのいる中学校に通っている。
アスモデウス・デモゴルゴン・ヴァンオー・クラドホルグを従えていたが、アスモデウス以外は戦死している。
クール
デビルチルドレンのパートナーとなりし選ばれた一族・ケルベロスで、刹那のパートナー。自身の封印されたデビライザーを持った反乱軍の使者を追って現れたナイトメア3号に刹那が襲われた際、死に際の使者に託されたデビライザーが刹那に反応。それを刹那が起動したことで召喚された。人間界と魔界を救うため、刹那に協力を求める。幼少期に魔王軍のフェンリル部隊によって自身の村を壊滅させられ、目の前で母親を殺害されている。その際フェンリルに左目を傷付けられながらも必死で抵抗したことで彼に見い出され、戦う術を教えられる。最終決戦にてノルンの鍵の影響を受け、キングケルベロスにランクアップを果たす。得意な魔法は「アギ」・「マハラギ」・「ファイアーブレス（劇中では「ファイアブレス」と表記）」・「アギラオ」・ランクアップ後の口からエネルギー波を放つ「キングストーム」。
ザントマン
マーブルランドにて刹那の仲魔となっていたデビル。「Ho（ホー）!!!」が口癖。ラセツ族との戦闘時に活躍するも、エレジー一派との戦いでアスモデウスによって顔面を粉砕される。得意な魔法は「ザン」・相手をすれ違いざまに砂で切り裂く「ザンマ」。
サラマンダー
マーブルランドでの刹那の仲魔の一体で、刹那を「マスター」と呼ぶ。ラセツ族との交戦時にラセツ族の投げた複数の剣から刹那を庇い死亡。得意な魔法は「ファイアブレス」。
ミズチ
マーブルランドでの刹那の仲魔の一体。ラセツ族との対決にてビビサナたちを追い詰めた。その後はエレジーたちと対決し、デモゴルゴンによって顎から真っ二つに引き裂かれた。得意な魔法は口から氷柱を放つ「ブフ」・口からの冷気「ブフーラ」。
ベール
グリフォンで、未来のパートナー。性格は強気かつ自信家で、クールとは旧知の仲。アイスランドでの決戦にてヘルの攻撃を受けて崖下に転落するも、生還を果たす。最終決戦ではノルンの鍵の力でキンググリフォンにランクアップした。得意な魔法は翼で相手を切り刻む「はばたき」・風の弾丸を飛ばす「マハザン」・「ソニックブーム」。
ナハトコボルト
フォレストランドから未来の仲魔として同行するデビルで、通称・「ナハト」。後述のクイックシルバーと異なり、常に召喚された状態で未来たちをサポートする描写が多い。原作と異なり蝋燭を持っておらず、体格は人間の青年ぐらいの大きさになっている。ナガヒサやスフィンクスに纏わりつく違和感にいち早く勘付いていた。未来たちが天使軍に捕らえられた際に取り残されるも、天使軍の兵士であるアルケーの一人に変装して天使たちの下に潜入し、未来らと再会を果たす。得意な魔法は巨大な岩石を放つ「マグナス」。
クイックシルバー
フォレストランド以降未来の仲魔となっているデビルで、英語交じりの口調で喋る。得意な魔法は「ブフーラ」（描写は氷柱を放つものと冷気を放つものの二通り）。原作と異なり、サングラスを着用している。
ナガヒサ
どこか刹那に似た雰囲気を持つ謎の少年。「デビルチルドレンとなる可能性がある子供を狙ったナイトメアによって魔界に連れ去られたが、自分でも知らないうちに生還を果たした」と語る。フォレストランドで未来と出会い、彼女に惹かれていく。彼女の友である刹那に対し、激しい嫉妬心を露わにする。
パートナーはファイアーランドで出会ったスフィンクス。その正体はエンゼルチルドレンであり、彼本人が未来と出会う以前の記憶は天使によって作られたものであった。天使軍によって未来・ベール・スフィンクスと共に連れ去られた後、自身の正体を知り、天使軍を率いる立場となる。ファイアーランドに乗り込んだゼットと交戦し、死力を尽くして挑むも敗北。一命は取り留めたが、白髪化した。セントラルランドではトウコツに人質にされかかるが、未来によって無事救出された。その後はアスモデウスやナハトコボルトと共にナーガと対決していた。
エンゼルチルドレンとは、本物の人間（混血児）ではなく、天使が人工的に作った魔界制圧の要と呼ぶべき最終兵器である。他者の生命や記憶、判断力を奪う能力を持っており、当初は無自覚にその能力を発動していた。暴走すると髪が逆立ち、誰も手に負えないほどの力を放つ。また、生命力も非常に高く、人の原型を保っている間は死ぬことがない。
原作とは違い刹那との接点はなく、刹那の弟ではない。
アスモデウス
エレジーの守護者で、彼女を「姫様」と呼事する。デモゴルゴンらとともにアゼルに捨てられたエレジーを守ってきた。仮面の下の素顔は人間寄りで、顔にはエレジーを襲った刺客と対決した際に付けられた三本の傷がある。高い格闘能力と炎を駆使して戦う。後に刹那の仲魔としても行動する。ディープホール内での絶斗との戦闘で仮面を破壊され、腹部を殴られて倒れる。その後はナハトコボルトと共にナーガと対決していた。得意な魔法は「アギラオ」（描写は手から火球を放つもの）。
デモゴルゴン
エレジーの守護者の一人で、アスモデウス共々エレジー最古参の重臣。炎を操る。ビビサナを殺害後、刹那たちと対決。ミズチを倒すものの、クールのアギラオを受けて怯んだ隙に刹那たちの一斉攻撃を受け絶命。
ヴァンオー
エレジーの守護者の一人で、刹那たちに追い詰められた彼女に呼び寄せられた。ミズチのブフを耐えるなど高い実力を持つが、ラセツたちの一斉攻撃で切り刻まれる。
クラドホルグ
エレジーの守護者の一人。エレジーに投擲される形で刹那を襲うが、ザントマンのザンマで切り裂かれる。
ルシファー
刹那の父親（未来との接点はない）。フェンリルの依頼主で、魔界の真の盟主。裏切りと欲望渦巻く魔界の動乱の中で平和と人民の幸せを第一に願い、抵抗空しくアゼルによって敗れるまで戦い続けた。セントラルランドの奥深くに幽閉される間際、魔界の解放と人間界の救済を刹那と未来に託している。オッドアイを持ち、長く捕らえられていたため、髪が伸びきってしまい無精ひげがある。終盤にて刹那たちの活躍もあって無事救出され、アゼル打倒に貢献した。
戦闘形態はゲームやアニメとは違い、背中から黒い翼を出し手からのエネルギー弾と共に駆使するだけで、ほとんど人間の時の姿と変わらない。
フェンリル
反乱軍の長。仮の姿として、魔界のフリーの賞金稼ぎとしても活動している。筋骨隆々な勇ましい体格で、性格も軍人的。口癖は「ぬるいわ!!」基本的には、シリアスなキャラクターだが、自分のデカい声（刹那いわく「だみ声」）を気にしている。得意な魔法は相手に岩石を投げつける「マグナ」・「マグナス」。
かつては、ルシファーの依頼を受けて魔界に革命を起こそうと利用する目的で魔王軍に所属しており、「白い悪魔（しろいディアブロ）」の異名をとっていた。大魔王の命でケルベロスの村を襲撃。その際自分の右腕に傷を付けたクールに革命を見出し、ガルムと共に魔王軍を脱隊。クールの育ての親にして、師にもなる。
アイスランドでは一度は敵として現れるが、最終的には刹那達を助けた後、マーブルランドでラセツ軍として刹那と再会した。ラセツ族の長ビビサナが暗殺された後はラセツ軍の指揮をとり、サンドランドにおいても天使軍を相手に軍の指揮をとる。最終決戦において、戦死したような描写があるが生死は不明。
ガルム
フェンリルの副官。冷静沈着な性格。黒い狼の姿をしており、頭にバンダナを巻いている。刹那がドッペルゲンガーに腕を切り落とされた際、彼の傷口をバンダナで止血する応急処置をした。
ダイアナ
アイスランド一の盗賊団・ゴールデン盗賊団首領の娘。盗賊団メンバーと共にヘル城に捕らえられていた刹那たちを救出する。その際、ヘル城の囚人私物倉庫からヴィネコンを見つけている。その後、ヘルからノルンの鍵を奪おうと画策したフェンリルによってヘル城に連行されるが、役目を終えたフェンリルに解放された。ヘル打倒後は親の元に帰り、クールから遠回しな今生の別れを告げられる。得意な魔法は「ブフ」（こちらの描写は手から冷気を放つものとなっている）。
ダスト
ゴールデン盗賊団の一員であるイエティ。他の団員たちと共にヘル城を襲撃し、刹那たちと共闘してダイアナを逃がす。その後、フェンリルがダイアナを連れ去った真相を気付けずに刹那たちを責めるが、刹那と未来の説得を受けて彼らを信用。刹那の仲魔として大魔王正規軍に挑む。ヘルとの直接対決にて爆弾を持って特攻し、自爆する。得意な魔法は「ブフ」（描写はダイアナと同様）。
ネコマタ
ゴールデン盗賊団の女性メンバー。ダイアナがフェンリルに連れ去られた後、未来の仲魔となる。戦闘では鋭い爪を駆使して戦う。ヘル戦にて自身を刹那のデビライザーに入れさせ、そこからヘルの体に生じたヒビに直接召喚されることによって特攻し、ヘルの体に風穴を開けて絶命。
アバドン
反乱軍の一員。子供を含めた家族がいる。戦いに疲れてデーバ族と結託し、彼らに情報を流す。フェンリルとガルムに追い詰められた際、家族の安全だけは保障してくれたことに安堵しながらも様々な思いを入り混じらせたまま粛清を受け入れた。フェンリルとガルムが敬語で接していたことから、2人よりも上の立場にいた様子。
ワトー
フェンリルの部下で漫画版オリジナルキャラクター。魔王一族と同じく人間に近い姿をしている。ウェスタンのような帽子がトレードマーク。役職は使い走りだが、本人曰く「それで生き延びてきたことが自慢」。フェンリル軍では珍しく、陽気な性格。アイスランドでの戦いの後、刹那と出会い、行動をともにする。
ビビサナ
マーブルランド・ウエストロックを統べるラセツ族の王で、長剣が武器。自身の領地に攻め入った刹那たちによって制圧され、協力者となる。しかし、アジト内にエレジーたちの侵入を許してしまい、アスモデウスとデモゴルゴンの炎に焼かれ死亡。死体に自身の剣を突き立てられる。
ラセツオー
ビビサナの側近。エレジーたちの襲撃時にはワトーと共に本陣を死守し、エレジーたちを捕らえるべく町の入り口を封鎖させていた。
ラセツ
ラセツ族を構成する一般兵のデビルたちで、剣が武器。
イシス
魔界に名だたる猛者たちと高度な科学技術を誇るサンドランドの女王。野心家として知れ渡っており、隙あらば魔界全土を乗っ取ろうと考えている。
戯れに刹那達に会うが、自国が危機に陥り、反乱軍に協力することになる。原作と異なり、下半身は人間寄り。
甲斐 蕾（カイ ツボミ）
刹那の母。病弱ながらも心優しく笑顔を絶やさない女性。刹那が幼い頃に病死。
未来の母
ベールの封印されたデビライザーを幼少期の未来に託し、命と引き換えにしてでも刹那を守るよう告げる。その直後、自宅を訪れた魔界からの刺客に家ごと焼かれ死亡。
クールの母
クールの幼少期に故郷がフェンリル率いる魔王軍の襲撃に遭い、自身も息子の目の前で殺害された。
マモン
ファイアーランドの王。ラファエルたちから国を明け渡すよう迫られるが、民族としての誇りを取ってこれを拒否。その結果、ファイアーランドは天使軍の猛攻にさらされ、自身も殺された。原作と違い標準語で喋る。
フランケン
ファイアーランドで病院を経営するデビル。右腕を失った刹那に精巧な義手を移植した。
アゼル
エレジーの父にしてルシファーの弟だが、強い権勢欲を持ち、兄であるルシファーを幽閉して、自らが大魔王となって魔界を牛耳っていた。かつて己が忘れ去った善の記憶を思い起こさせ、なおかつ強大な力を持つ娘・エレジーの存在を危惧し、彼女を捨てている。戦闘時は両手を鎌状に変形させることが可能な自らの分身を無数に作り出して相手を襲わせる他、右手から次元をも貫くエネルギー波や龍頭を思わせる火球を発射したり、マフラーを刃物のように変化させて相手を切り刻む。また、相手の心を読むかの如き優れた洞察力や、刹那にノルンの鍵で自らの火球を跳ね返されて上半身が焼けただれるも倒れないタフさを誇る。
普段は美形ながら爬虫類的な印象を持つ人間態を取っているが、ノルンの鍵を奪って自らの内に取り込んだ後、魔獣の姿を現した（シルエットはゲーム版のデザインに似るが、細部が微妙に異なっている）。この姿では下半身にある左右の頭部の口から放つ強力な熱線・「マハラギダイン」や六本の尾に付いた無数の穴から放つレーザー、右側の頭部の口から飛び出す黒い第二の頭部での噛みつきを駆使して戦う。最終決戦において、ノルンの鍵の影響によって覚醒したデビルチルドレン一行と激闘を繰り広げるも、ノルンの鍵の膨大なエネルギーが溢れ出て飽和状態となった額を刹那に粉砕され、彼らの前に敗れて戦死。散り際に虚無感を覚えていた。
ヘル
魔界六階層の一つ・アイスランドの王にして大魔王正規軍の一員。普段は人間大でマントを纏っているが、全力での戦闘時は巨大な姿となり、氷柱を投擲して攻撃を行うことも可能。自身の居城・ヘル城にヴィネコン二台とノルンの鍵、メシアのヒトミを隠し持っていた。しかし、刹那たちの活躍やフェンリルの裏切りによってそれら全てを奪われ、挙句自身もフェンリルに敗れた上城を破壊された。
その後は崩壊した城の下から出現し、欲と怒りに囚われて正気を失いながらも刹那たちを襲う。激闘の末ダストの自爆で体にヒビを入れられ、そこにデビライザーでネコマタを召喚・激突させられて胴体を貫かれる。だが、最期の意地を見せて未来とベールを攻撃し、彼女たちを崖から落としつつ崩壊していった。得意な魔法は「ブフ」（上記のデビルたちと異なり、口から冷気を放つ）・無数の巨大な氷柱を発射する「マハブフ」。
ラタトスク
ヘルの側近。粗暴かつかなりの毒舌家。傭兵であるフェンリルのことを快く思っておらず、彼に高慢な態度を取る他、ヘルのことも内心では見下している。フェンリルとガルムがケルベロスの村襲撃の一件に関与していたことに勘付いていた。刹那らをゴールデン盗賊団の活躍によって取り逃がした後、ヘルから最後通告を受ける。再びヘル城に現れた刹那たちとの対決ではベールを上回る飛行スピードと両前足からの光弾による攻撃で優位に立つが、クールのファイアブレスに敗れた。
ナイトメアナンバーズ
ヘル配下のデビルたち。体にナンバーのような紋章を持ち、それぞれ体型が微妙に異なるナイトメア十人で構成される。総じて語尾に「〜ムーン」を付ける。ヘルからメシアのツノおよびデビライザーの奪取、そしてデビルチルドレン抹殺の命を受けて行動していた。3号はメシアのツノとデビライザーを狙い、人間界に襲来。デビライザーを刹那に届けるべく現れた反乱軍の使者を殺害し、刹那を襲撃し負傷させる。しかし、初めて召喚されたクールに倒された。その後、残りのメンバーがアイスランドにて刹那からデビライザーを奪うも、未来の召喚したベールに全滅させられた。得意な魔法は「ザン」。原作よりも頭身が高くリデザインされている。
ヴリトラ
強大な軍事力を誇るシュラ族の王。ラセツ族とデーバ族の共倒れを図る。サウスロードでの決戦に駆け付けるも、暴走状態にあるエレジーのエネルギー体に光背状の装飾を除いて消滅させられた。
シュラオー
ヴリトラの側近。エレジーの放ったエネルギー体から逃げようとするも、部下たちもろとも全滅させられる。
シュラ
シュラ族の一般兵たち。
インドラ
策謀を得意とするデーバ族の王。戦闘時は四本腕からエネルギー波を放つ。アバドンを利用して各勢力の情報を得ており、さらにエレジー一派を雇っていた。エレジーらがラセツ側に落ちた後、サウスロードで部下たちを率いて反乱軍と対決する。しかし、暴走したエレジーの放ったエネルギー体に上半身を消し飛ばされた。原作と違い剣は所持していない。
デーバオー
インドラの側近。戦闘時は両手から光球を発射する。デーバたちと共にエレジーの暴走に巻き込まれた。
デーバ
デーバ族の一般兵たち。手からのエネルギー弾とフレイルを駆使して戦う。エレジーに一斉攻撃を仕掛けるが、暴走した彼女によってあえなく全滅させられた。
ベリアル
フォレストランドを統べる魔王。国に現れた未来たちを迎え撃たんとするが、無意識の内に発動したナガヒサの力によって部下や国民たち共々絶命。
バンパイア
ベリアルの副官。ナガヒサの力によってベリアルらと運命を共にした。
ニーズホッグ
フォレストランドにある湿原の森の主。地形を喰らいながら進み、伸縮自在の舌を相手に打ち付ける。ナガヒサと出会った未来たちを襲うが、未来たちの策によって空中に引き寄せられた所をクイックシルバーの凍らせた林に串刺しにされ、ベールのソニックブームに両断される。
スケルトン
イシス配下のデビルで、絶斗が彼女から借り受けた。非常に長い砲身の拳銃を用いた狙撃を得意とする。刹那たちを急襲するも、エレジーに一蹴される。
ゴーレム
サンドランドでイシスが絶斗に貸し与えたデビル。刹那たちを襲撃した際にクールとアスモデウスを相手取るも、アスモデウスのビンタで頭部を跳ね飛ばされ、止めに胸部をアスモデウスの鉄拳に貫かれ爆散。
ヴァスキ
アゼルの居城を守っていたデビルで、アゼルが魔界の支配権を握った事実を黙認しつつ彼に従っていた。口から吐き出す氷柱を駆使して城の上空に現れたゼブルを迎え撃つが、ダークスピアラッシュで上半身が原型を留めぬほどに連続で貫かれ絶命。死骸は城の屋根を突き破って転落した。
ナーガ
セントラルランドの入り口で刹那たちを待つナガヒサたちを襲撃したデビル。その後ナガヒサたちが生還しているため、倒された模様。
ラファエル
天界から天使長として魔界に来た天使で、「神に最も近い自分たちが世界を治めるべき」との思想から天界からの魔界・人間界への干渉、すなわち統治を目論む。
原作と違い眼鏡ではなくサングラスをかけており、知的な雰囲気を漂わせる美青年だが、短気でキレやすい性格。戦闘時は光の剣を生成して手持ち武器とする。4巻からはシャツを着ておらず、直接白衣を着ている。また、ネクタイは首に結んでいる。ファイアーランド占領後、スカサハたちの助けを得て魂だけでファイヤーランドに転送された刹那と対決。プリンスの一人の剣を奪った刹那に斬られるも、今際の際に「自分が死んでも他者がその使命を果たす」と告げて果てる。
ウリエル
ラファエルの副官的存在で、全身を鎧で覆っている。兜のバイザー越しに見える素顔は人間寄りで、初登場時と再登場以降でバイザーのデザインがやや異なっている。熱血ではなく、どちらかというと冷静な性格をしている。剣が武器。ラファエル没後はナガヒサに仕えるが、絶斗の発動したディープホールに部下たち共々巻き込まれ命を散らす。
メタトロン
ウリエルの側近。ナガヒサが自分たちを従えていることに不満を抱いている。ディープホールに飲み込まれて絶命する。
スフィンクス / ネオスフィンクス
天使たちに襲撃されたファイアーランドを彷徨っていたデビル。ナガヒサに同情されたことで、未来たちに保護された。しかし、実は天使側に付いており、時折不気味な笑みを浮かべることもあった。後にエンゼルチルドレンの力に目覚めたナガヒサのパートナーとなる。絶斗（ゼブル）との交戦時に内部から外側の肉体を破ってネオスフィンクスにランクアップするも、彼の放ったエネルギー波に粉々に吹き飛ばされて敗北した。
ドッペルゲンガー
天使軍に与するデビル。自身の形を持たず、変身能力によって他者の姿を借りることで初めてその実体を見せる。刹那たちの前に未来の姿をとって現れ、高慢な態度で彼らに従属を勧めるが、フェンリルに拒否されて戦闘に及ぶ。戦闘時は投擲用に用いるヘアピンや槍に変形させたマフラーを武器として使用し、伸縮自在の腕を駆使して戦う。刹那の右腕を切り落とすもエレジーを狙って投げたヘアピンをフェンリルに投げ返されて胸を貫かれ、さらにクール・フェンリル・アスモデウスの猛攻を受けて追い詰められる。最期は自身の槍を奪った刹那に刺されるも、「お前たちは自分の邪魔になるものを傷付けながら、自身のエゴで生きるといい」と彼らを嘲りつつ絶命。
ミカエル
天使軍のリーダー。終盤で大軍を率いてサンドランドに侵攻する。ゲームと同じマスクを着用しているが、スーツを着ている。反乱軍と激闘を繰り広げるが、軍団もろとも全滅させられた。
パワー天使軍（パワーてんしぐん）
無数のパワーたちによって構成される天使軍の一部隊。総じて剣と盾を装備し、手からエネルギー弾を放つ。ファイアーランド襲撃の際に未来たちと交戦した者たちの内、一人がナガヒサに斬りかかるもナガヒサが無意識に力を発動。それによって判断力を狂わされた他のパワーに攻撃され、生まれた隙をナハトコボルトに突かれて二人とも倒されている。
ホシガミ
世界の創造主で、いわば「神」というべき存在。欲にまみれ争う人類やデビルたちに絶望しており、アゼルを倒した刹那に世界の行く末を定める英知があるかを問う。刹那の「自分たちの力で前に進み、絶望せずに乗り越えていく」との答えを受けて彼らに興味を抱く。原作とは異なり口調は威厳に満ちたものとなっており、翼部分も頭に付いている。また、刹那たちとの直接対決には至らない。

#### 書誌情報

##### 単行本
1. 2001年3月6日、ISBN 4-06-323915-2
2. 2001年7月17日、ISBN 4-06-323923-3
3. 2001年11月6日、ISBN 4-06-323929-2
4. 2002年7月5日、ISBN 4-06-323947-0
5. 2002年11月6日、ISBN 4-06-323958-6

##### 新装版
1. 2013年5月23日、ISBN 4-06-376836-8
2. 2013年6月21日、ISBN 4-06-376844-9
3. 2013年7月23日、ISBN 4-06-376862-7

### 真・女神転生D（デビル）チルドレン ライト&ダーク
『コミックボンボン』2002年11月号から2004年3月号まで連載。単行本全3巻。序盤の展開・設定は一部アニメ版をベースにしているが、若干の差異がある。また、前作と比べるとややライトな作風となっている。絵柄も当初は前作よりやや簡素なものだったが、回を追うごとに精密に描かれるようになった。

#### 登場人物（漫画2）
ジン
元気でやんちゃだが、正義感が人一倍強く、どんな困難にもたちむかう。原宿小学校6年1組、出席番号19番。左耳にピアスを付けている。好物は豆腐と湯葉。
レナが図書委員として学校の図書館の本の整理をしていることをジンから聞いて、レナについていく。図書室でふざけていて本棚に倒れ込み、その際古ぼけたオカルト関連の本を見つける。その本の最後のページに書いてあった呪文を興味本位で唱えてしまったところ、これによってヴァルハラに飛ばされてしまう。
最初にデビルの力を発揮させる。デビルの力は超人的身体能力と怪力で、パンチの一撃で敵兵を遠くの山まで吹き飛ばし、全力疾走すれば馬をも追い抜くほどのスピードが出せる。光の御子である。得意技は回し蹴りの「光の御子キック（ひかりのみこキック）」・強烈なパンチ「光の御子パンチ（ひかりのみこパンチ）」。ランドとの合体技として、ランドを相手に向かって猛烈な勢いで投げつける「光の御子ビーム（ひかりのみこビーム）」も使う。
アズラエル撃破後、光の御子の力を一気に解放した影響で開いた人間界に繋がるトンネルが開いたことで、アキラやレナと共に亜美たちに再開を約束しつつ帰還。荒廃した自分たちの世界を取り戻すべく立ち上がった。
仲魔はランド（ソルレオン）。
アキラ
冷静でおとなしく、ジンを慕っている。女子からの人気は高い様子。
ジン・レナと一緒に図書室に行き、そこでジンが唱えた呪文によってヴァルハラへ飛ばされてしまう。シュン（後述）からは「射撃の腕は一流」と評される。
ジンの次に、デビルの力を発揮させる。闇の貴公子である。帝国との最終決戦では援護射撃でアズラエルの隙を作り、ジンの勝利に貢献した。
仲魔はゲイル（ヘイロン）。
レナ
ジッとしているのが苦手であり、活発な少女。パソコンの操作が得意。図書室でジンが唱えた呪文によって、一緒にヴァルハラへ飛ばされてしまう。
ジンたちと仲が良いが、昔はジンに多くのイタズラをされて（自転車の練習をしていて勢いあまって崖から突き落とされたり、「新しい遊びを発見した」といわれて海に沈めさせられそうになったりなど）ジンを好ましく思っていない。しかし、その数々のイタズラのおかげで、たくましく育った様子。元いた世界については「学校は退屈で、親とも仲良くなかった」と述べている。ジンたちの力となるべく亜美に頼み込んでヴィネコンの操作法を教わり、一行の旅をサポートする。
アミ / 橿原 亜美（カシハラ アミ）
6年前に皇帝の独裁政治に反対して滅ぼされた巫子の一族の生き残りで、帝国の巫女として育った少女。弟のビフロンス / ハジメがいる。戦争を終わらせるために禁じられた古の召喚の儀式（人間界より「ヴァルハラの愛と自由をとりもどす」といわれる救世主を呼び寄せる儀式）を行う。初めての儀式だったため、大人を呼ぶはずがジンたちを呼び寄せてしまう。霊力を駆使し、杖を振るうことで衝撃波を放つことが可能。
終盤にて帝国軍の口車に乗せられたハジメによって蹂躙されるジンたちを救うべく、自らハジメと共に帝国一の要塞であるオセの城に赴く。その後、ジン一行の活躍によって無事救出された。
ランド
ソルレオンであり、ジンのパートナー。血気盛んな性格で、ジンに通じる元気さの持ち主。自身が被害を被る光の御子ビーム使用時など、ジンと口論になることも。歌っているときは動物の声になる。最終決戦ではアキラを背に乗せ、アズラエルと交戦するジンの元まで送り届けた。得意な魔法は口からエネルギー弾を放つ「ライトハウリング」。
ゲイル
ヘイロンであり、アキラのパートナー。アキラと同じく冷静な性格である。終盤ではオセの城に向かうジンを空輸し、共にステンドグラスを突き破って城内に乗り込んだ。得意な魔法は口からのエネルギー弾「ダークハウリング」。
ネメア
亜美と行動を共にするデビル。ジンとはよく喧嘩をしている。
ブライアン
亜美の愛馬で、彼女が帝国から逃げ出した折から同行している。光の御子の力に目覚め、自身と同等以上のスピードで走るジンと張り合う一幕も見せた。反乱軍アジトが崩壊した後、ジンたちと別ルートを通る反乱軍の班に引き取られた。
ドレイル
反乱軍のリーダーで、シュンたちからは「先生」と呼ばれる。剣が武器。相次ぐ戦闘で部下たちが命を落としていく現状に関し、少なからず自責の念を抱いている。反乱軍アジト崩壊後はジン一行やシュンを含めた反乱軍一班を指揮し、アヴァロンにある別のアジトを目指す。アヴァロン到着後はシュン・ジュディ・ガイ&ブルを率いて帝国軍本部であるティルナノーグに進軍。激闘の末、全身に矢を受けつつも仁王立ちで果てる壮絶な最期を遂げた。
シュン
反乱軍の一人。亜美救援隊の一人でもある。冷静な性格の反面、食事の際にスプーンを反対に持つ癖がある。ヴァルハラが好きで、ヴァルハラを救うために戦っている。かつて帝国軍によって両親を殺されている。戦闘時は右腕に装備したガトリング砲とナイフを駆使して戦う。有事の際には犠牲を厭わず、「10人の仲間がいて、2人の犠牲で残りの8人が助かるのなら、その道を選ぶ」という考えを持っている。アヴァロンにある反乱軍アジトを目指す折、互いに別ルートを行くこととなったジュディに自身の名前を記したペンダントをお守りとして託している。ティルナノーグを陥落させた後、ジュディたちを連れてジン一行と合流。人間界に戻る彼らを見送った。
ジュディ
反乱軍の一員で、亜美救援隊にも参加した。シュンと行動を共にすることが多く、彼に恋心を抱いている。
ガイ
反乱軍の一員にして、ブルの兄。ジュディらと共に海路を通ってアヴァロンを目指す二班に参加した。
ブル
反乱軍に所属するガイの弟。陽動を担当する三班を率いてアヴァロンに向かう。
デュラン
反乱軍に所属するトカゲのような姿のデビルで、武器はナイフと右手に装備するガトリング砲。自身の部隊を率いてハイドラに陣取っていたが、進行して来たハジメの前に部下を全滅させられる。その後、ハジメの降伏勧告を拒否してナイフで腹部を突き刺し自決。
アマノジャク
反乱軍の一般兵であるデビルたち。武器は刀。
ビフロンス / 橿原 ハジメ（カシハラ ハジメ）
亜美の弟。超一流の槍の腕前を誇り、「流槍駆逐（りゅうそうくちく）」の異名をとる帝国軍第3の将。普段は仮面を付けており、自らの部隊を持たずに単独行動をしている。得意技はジグザグに動きながら槍で斬り付ける「龍威々槍（りゅういいそう）」・下から槍で薙ぎ払う「地威砲（ちいほう）」・相手に槍を振り下ろす「大斬幻（だいさんげん）」。かつて帝国に自身らの一族が滅ぼされた際、その霊力を利用せんとした帝国によって亜美と共に生かされた。その後は帝国軍の一員として自身の霊力と槍を振るうが亜美を慕う気持ちは変わらず、亜美を取り戻す為ならその力の全てを傾ける。その思いをアズラエルに付け込まれて現在の地位にまで上り詰める。
ハイドラを陥落させた後はクドラクからの報告を真に受け、反乱軍アジトを襲撃した折にジンたちと交戦。激闘の末に自身の正体と事情を知ったジンの説得を受けるも、反乱軍の臼砲を喰らい激昂。怒りのままに霊力を発動した状態で亜美に触れて彼女を傷付けてしまい、動揺した隙にアキラの攻撃を受けて亜美を離す。自問自答しながらも反乱軍アジトの床を突き破り、地割れの底に消えるも、後に生きていたことが判明。一族に伝わる禁断の術を用い、槍を媒介にして自身の霊力全てを注ぎ込み、自身の仲魔としてイサクとメフィストを誕生させる。ジンたちを襲撃し、圧倒的な力量差を見せつけて亜美をオセの城まで連行し、久しぶりに姉弟水入らずの時間を過ごす。だが、クドラクの報告とオセの言動の矛盾、亜美の証言から真相に気付き反逆。オセの城に籠城した末、亜美奪還のために乗り込んだジンと姉の説得を受けて改心。ジン一行と共闘する。
役割はアニメ版のアズラエル（皇帝・弟）のものが一部引き継がれている。
イサク
ハジメが自身のパートナーとして生み出したデビル。巨大な輪刀を武器としており、格闘能力も高い。優柔不断かつ飄々としながらも残忍な性格の持ち主。クロセル打倒後、突如現れたアズラエルの攻撃でメフィストもろとも絶命。
メフィスト
ハジメに生み出されたデビル。クールな性格であり、凄まじい威圧感の眼力と日本刀が武器。イサクとの連携でクロセルを葬るも、イサク共々アズラエルに殺害される。
シュンの家族
かつて帝国軍に滅ぼされた町に住んでいたシュンの家族。両親と祖母、姉の存在が確認できる。両親は帝国軍の侵攻時に死亡したが、シュン以外の二名の消息は不明。
ウナ
シュンの故郷の町にただ一人残って暮らす老人で、シュンの昔馴染みでもある。福耳が特徴。平和な時代に帝国軍君臨の予兆を見抜けなかったことを後悔している。ジンたちを帝国軍と誤解するが、シュンの説得により和解する。その後、町に現れた帝国のオセ軍相手にジンたちと共に奮闘し、危機が去って以降は故郷の復興を誓った。
レミエル
帝国の皇帝にしてアズラエルの兄。ドレイルたちがティルナノーグに侵攻した際は留守であったこともあり、劇中ではイメージ図での登場と存在が語られる以外の出番がない。そのため、3巻のカバー下にて本編に自身が登場していないことを嘆いていた。
アズラエル
帝国の皇弟で、部下たちからは名前に「様」付けか「閣下」と呼ばれる。武器である双刃の大剣からは建物をも両断する斬撃を飛ばすことも可能で、「銀の剣の王（ぎんのつるぎのおう）」を自称する。兄・レミエルから実質的なヴァルハラの統治を任されており、帝国軍を率いてジンたちと対立する。性格は冷酷非情にして支配欲旺盛。兜を取った頭部は左右にカールした髪を持つ。ハジメを粛清するべくオセの城に進軍し、ジンと対決。圧倒的な力で苦しめるも、アキラの援護射撃を受けて隙が生じ、その機を逃さずジンが放った光の御子の力を全力で注ぎこんだ鉄拳を受け、膨大なエネルギーに城壁の一部共々消滅させられた。
オセ
「千個師団（せんこしだん）」の異名を持つ帝国軍第1の将。優れた武人かつ見識にも長けており、「組織での個々の意思はない」との視点からアズラエルにも諫言できるほど。ハジメからも慕われていたが、時には卑劣な謀略を用いることも辞さない上、内心では奔放なハジメの事を疎んじていた。両手をドリル状に変形させて回転させ、相手を貫く戦術を得意とする。その反面、攻撃の動作は大振り。亜美を自身の城に連れ帰ったハジメを歓待するも、彼に真実を知られて戦闘に及ぶ。ハジメを追い詰めるが、攻撃の隙を突かれてマフラーを掴まれ、床に叩きつけられて首の骨を折り死亡。
クドラク
オセ配下のデビルで、帝国軍の伝令役も務めている。アズラエルから指令を受け、「亜美が反乱軍に攫われた」とハジメに吹き込む。オセがハジメに倒されたことで唖然とするも、その直後に雑兵たち共々イサクとメフィストに殺害された。
セト
帝国軍のオセ軍を率いる隊長。自らの部隊を率いてシュンの故郷の町に襲来し、荒廃した故郷を重んじるウナを嘲るも、助けに入ったジンたちとの戦闘に及ぶ。しかし、ジンたちに部下たちを全滅させられ、自身もウナを襲おうとしたところをジンの鉄拳で股間を殴られて吹き飛ばされた。
グレモリィ
帝国軍第2の将にして紅一点で、別名・「魔輪舞曲（まろんど）」。大鎌が武器で、瞬間移動を駆使する。化粧に時間をかけるなど、マイペースな印象を受ける。ハジメ籠城後はティルナノーグの留守を守るが、反乱軍との対決の末に敗れた。
クロセル
帝国軍第4の将。「猛襲氷牙（もうしゅうひょうが）」の異名通り、二振りの氷の剣を駆使して戦う。性格は短気。デザインは両肩のサポーターと武器以外原作と異なり、オールバックと二本の三つ編みの髪型が特徴で、サングラスとコートを着用している。愛馬は両目に自身のサングラスのレンズのようなモノクルを付けており、鬣の前部をリーゼント風にしている。アズラエルと共にハジメ討伐に赴き、愛馬を斬首したメフィストとイサク相手に善戦する。しかし、イサクの攻撃を防いだ隙にメフィストに串刺しにされ絶命。
カイム
帝国軍第5の将。巨体と帝国軍一の怪力を誇り、通称・「金剛絶腕（こんごうぜつわん）」。ハジメが消息を絶った後に反乱軍アジトを襲撃するがジンたちはすでに脱出しており、食糧庫を怪しんで破壊。しかし内部にセットされた爆弾の爆発に巻き込まれ、自身の部隊もろとも死亡。
ハボリム
帝国軍第6の将で、最初にジンたちと戦った帝国軍の幹部。「弾岩裂破（だんがんれっぱ）」の異名を持つ。超重量の肥満体が特徴で、常に唾液を迸らせている。両刃の槍を武器としているものの普段は動きが遅いが、大量の脂汗をかくことで地面との摩擦を限りなくゼロに近づけ、全身を回転させて相手に突進する「ピンボールハボリム」という技を使う。亜美によって時の塔にジンたちが召喚された際、彼らを襲撃する。ピンボールハボリムでジンを苦しめるも、槍の穂先を掴まれて回転を止められ、汗も全て吹き飛んだところを殴り倒された。
イダテン
ハボリムの副官。やや臆病な性格で、亜美のことは気に入っていた。ハボリム敗北後に部下たちを率いてジンたちを襲うが、光の御子ビームによって一掃された。原作と異なり、左肩には漢字の「副」に似たマークがある。
スカイフィッシュ
帝国軍暗殺部隊に所属するデビルで、「音速のギロチン」を自称する。語尾に「〜ッス」を付ける。鎖の仕込まれた刃物になっている左右のヒレを射出・分割して攻撃したり、胴体から分離した頭部を人型のバトルモードに変形させることが可能。必殺技は猛スピードで行う体当たり「マッハマッシヴ」・バトルモード時の両翼をハサミに変形させて相手を両断する「カニバサミ」。ジンたちを強襲するも、右ヒレの先端（Aパーツ）をシュンの砲撃によって落とされる。ジンにマッハマッシヴを仕掛けるも胴体にしがみ付かれ、胴体を分離して離脱しようとする。しかし、アキラの召喚したゲイルの援護を受けたジンをバトルモードとなって迎え撃つが、ジンの腕に張り付いたゲイルの両前足での突きで胴体を貫かれ敗北。
キンカク、ギンカク
帝国軍の指揮官を務めるデビルの兄弟。兄のキンカクは頭の五本角と肥満体が特徴で、二本角を持つ弟のギンカクは兄に対しては慇懃寄りな口調で接しており、刀を装備。自身らの部隊がジンたちに壊滅させられた際、兵士たちを置いていち早く逃亡。丸三日走り続けた末にハジメの潜む廃寺に入り、彼にもてなされる。しかし、「兵士たちを失いながらも反乱軍の主力部隊を全滅させた」とハジメに吹聴するが、無傷だったことで嘘を見破られる。その後、ハジメが全霊力を賭してメフィストとイサクを誕生させる光景を目の当たりにし恐慌。最期はハジメたちにジンたちの向かった場所を吐かされた挙句、殺害された。原作と違いキンカクは瓢箪を持っていない。
バロール
帝国軍の一般兵であるデビルたち。棍棒が武器。

#### 世界観
- デビルと人間が平和に暮らす理想郷「ヴァルハラ」が舞台。かつてはデビルと人間が共存していたが、現皇帝レミエルが実権を握ってデビルの優性を唱えて以来、デビル側の支配が強まってしまった。そのことに不満を持った者たちは反乱軍を結成してヴァルハラは戦争状態へ突入し、開戦して6年になる。
- ヴァルハラには、かつては四季が存在していた様子。昼に比べて夜がほんのわずかの間しかなく、ヴァルハラに住む人々にとって夜の闇はとても大事なものとなっている。
- 「ツミの実」という木の実がある。猛毒だが、子供の体には強大すぎる古の力を抑制する作用がある。食べ過ぎると体が縮んでしまう。

#### 単行本情報
1. 2003年5月6日、ISBN 4-06-323974-8
2. 2003年10月6日、ISBN 4-06-323988-8
3. 2004年4月6日、ISBN 4-06-323998-5

### 真・女神転生 デビルチルドレン外伝「白の書」〜三人目のデビルチルドレン〜
「コミックボンボン9月号臨時増刊 真・女神転生デビルチルドレン 最強ファンブック」（2001年9月発行）において、冬凪れくが漫画化。

## トレーディングカードゲーム版
デッキについて
- デッキは40枚以上のカードでつくる。
- 同じ名前のカードは4枚までデッキに入れられる。
- 「魔源カード」は、同じ名前のカードを何枚でも入れられる。

勝利条件
- 先に20点得点したマスターの勝ち
- 山札からカードを引けなくなったら、相手マスターの勝ち

得点がはいる条件
- 相手の仲魔を気絶させる…気絶した相手の仲魔の点数が獲得できる
- 攻撃した時に、相手のバトルサークルに仲魔がいない…攻撃した仲魔の点数が獲得できる

その他
- 「合体」「ハーモナイズ」「交渉」「ランクアップ」という4つのシステムを駆使する。
- レア度はダブルプラチナ（シークレット）、プラチナレア、ゴールドレア、シルバーレア、アンコモン、コモンの6ランクに設定されている。

カードの種類
仲魔カード
バトルサークルに出すことで、相手の仲魔が攻撃できるカード。必要なコストを払うことで、手札からバトルサークルかベンチに出せる。これを「召喚」と呼ぶ。
仲魔には、攻撃をあらわす「アタック」と耐久力をあらわす「HP」があって、HP以上のダメージを受けてしまうと、気絶してトラッシュに送られる。
降魔カード
仲魔のHPを回復したり、相手の場の仲魔を味方に引き入れるなど、様々な効果を持つカード。使った瞬間に効果を発揮する。一度使うとトラッシュに送られる。
仲魔や場に特殊な能力や状態を与える効果は、ターンが終了すると失われる（「交渉」「合体」の効果は持続する）。
魔装カード
仲魔につけることで、仲魔の能力を変化させるカード。「アタック」や「HP」を追加したり、「特殊能力」や「魔法」を装備させるといった効果がある。使った仲魔が場（バトルサークルかベンチ）を離れるまで、効果を発揮し続ける。
封魔カード
自分の場に伏せて出しておいて、相手の「ターンのメイン」か「戦闘」で効果を発揮するカード。相手の行動に割り込んで効果を発揮して妨害できる。
封魔を伏せるためには上の魔力場か下の魔力場から魔源を一枚トラッシュに送る。封魔を使われた方のマスターは、宣言した自分の行動は変更できない。伏せた状態から表にして使用したターンの間だけ、効果を発揮する。一度使うとトラッシュに送られる。
魔源カード
仲魔の召喚や降魔に必要なコストを得るためのカード。1ターンに1枚だけ場に出せる。上の魔力場から下の魔力場に移動させることで、カードに書かれた魔力を発生する。
魔源から取り出した魔力は、ターンが終了するとなくなる。魔力を取り出した魔源は、次の自分のターンの初めに、上の魔力場に戻す。

## メダルゲーム
2001年頃にナツメによるアーケードゲームのキッズメダルゲーム『デビチルショット』が稼働していた。

## 携帯アプリ
真・女神転生 デビルチルドレン アプリdeコール!
アトラスにより2003年4月28日からiモード用ゲームサイト「アトラスWeb-i」、2004年6月3日からau端末専用KDDIオフィシャルサイト「アトラスweb-EZ」にて配信開始された。配信サイト内の全コンテンツが月額制で利用可能だった。GBA版同様にアプリが2本にわけられており、「光ver.」では「光の書」のデビルが、「闇ver.」では「闇の書」のデビルが使える。両アプリの相違点は、ストーリーモードのシナリオと登場するデビルで、片方だけでもプレイできるが、両方のアプリをプレイしたほうがさらに楽しめるとされる。

真・女神転生 デビルチルドレン
アトラスにより2011年7月13日からGREE、同年11月4日からMobageにて配信された。フィーチャーフォン用の基本プレイ無料のアイテム課金制のソーシャルゲーム。プレイヤーは、デビルをあやつる力を持つ選ばれし「デビルチルドレン」となって、世界に散らばるデビルを見つけ出し、合体やバトルでデビルを強化して、最強の称号「デビル王」を目指す。日向悠二が、「真・女神転生 デビルチルドレン」シリーズに登場したキャラクター「要未来」の大人へと成長したデザインを担当。

## 関連商品

### サウンドトラック
ゲーム版
いずれもファーストスマイルエンタテインメントから発売。
- 真・女神転生デビルチルドレン パーフェクトサウンドトラック - 2000年12月20日発売
- 真・女神転生デビルチルドレン ゲームミュージックアレンジトラック - 2001年2月21日発売

アニメ版
アニメ1作目（伊藤奈央 in FIXの主題歌アルバムも含む）はファーストスマイルエンタテインメント、アニメ2作目と1・2作目合同のベスト版は日本コロムビアから発売。
- 真・女神転生デビチル ANIMATION オリジナルサウンドトラック - 2000年11月22日発売
- 真・女神転生デビチル 伊藤奈央 in FIXファーストアルバム - 2001年8月10日
- 真・女神転生Dチルドレン ライト&ダーク オリジナルサウンドトラック - 2003年1月18日発売
- 真・女神転生Dチルドレン スーパーベスト - 2003年6月18日発売

### キャラクターソング
テレビアニメの関連商品。「キャラクターズファイル」はキャラクターソングの他、短いボイスドラマも収録。「キャラクターズボーカルファイル」は各キャラクターBGMをピックアップし、ボーカルアレンジしたものを収録。いずれもファーストスマイルエンタテインメントから発売。
- 真・女神転生デビチル キャラクターズファイル1 甲斐セツナ - 2000年12月6日発売
- 真・女神転生デビチル キャラクターズファイル2 要ミライ - 2000年12月6日発売
- 真・女神転生デビチル キャラクターズファイル3 クール - 2001年1月10日発売
- 真・女神転生デビチル キャラクターズファイル4 ベール - 2001年1月10日発売
- 真・女神転生デビチル キャラクターズファイル5 ジャックフロスト - 2001年2月7日発売
- 真・女神転生デビチル キャラクターズファイル6 フェンリル&アバドン - 2001年2月7日発売
- 真・女神転生デビチル キャラクターズボーカルファイル - 2001年2月21日発売